# Ruhr-Universität Bochum

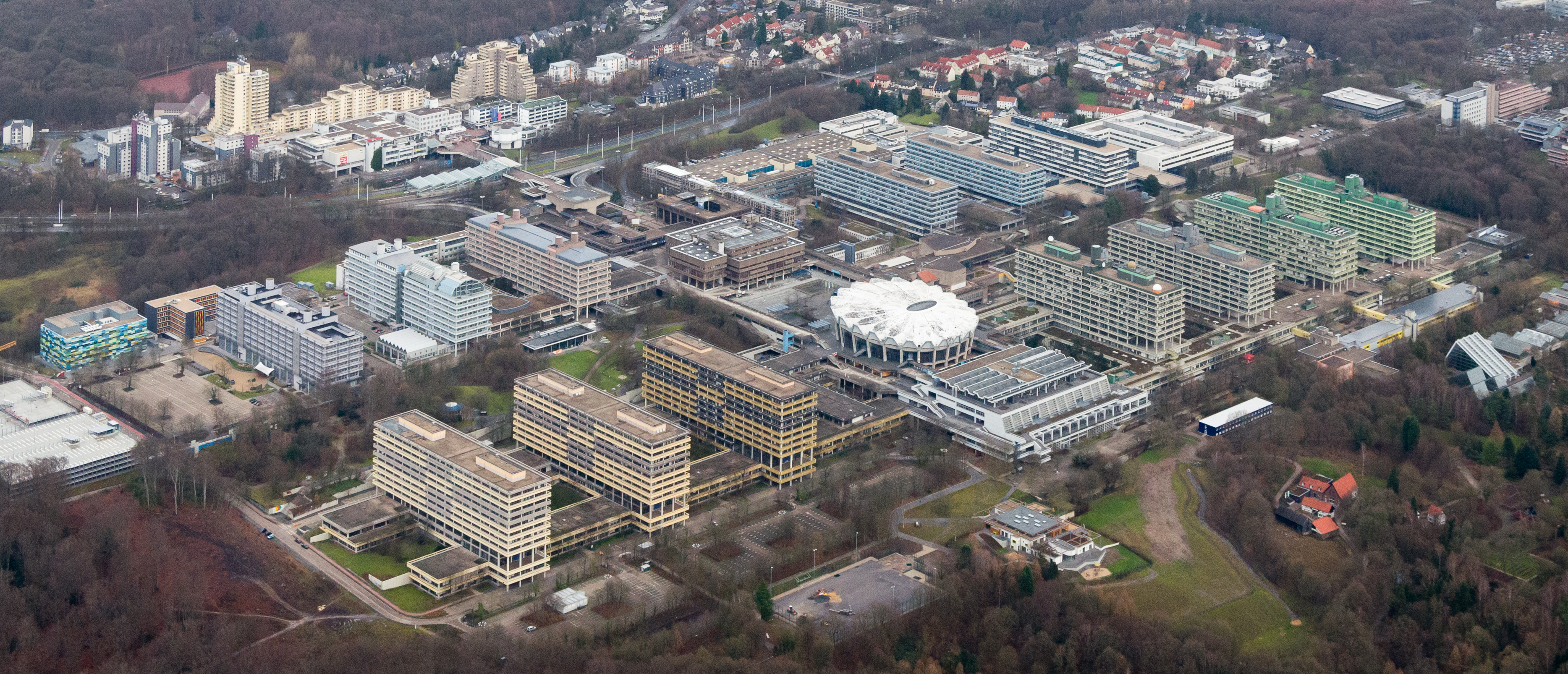
Luftbild der Universität

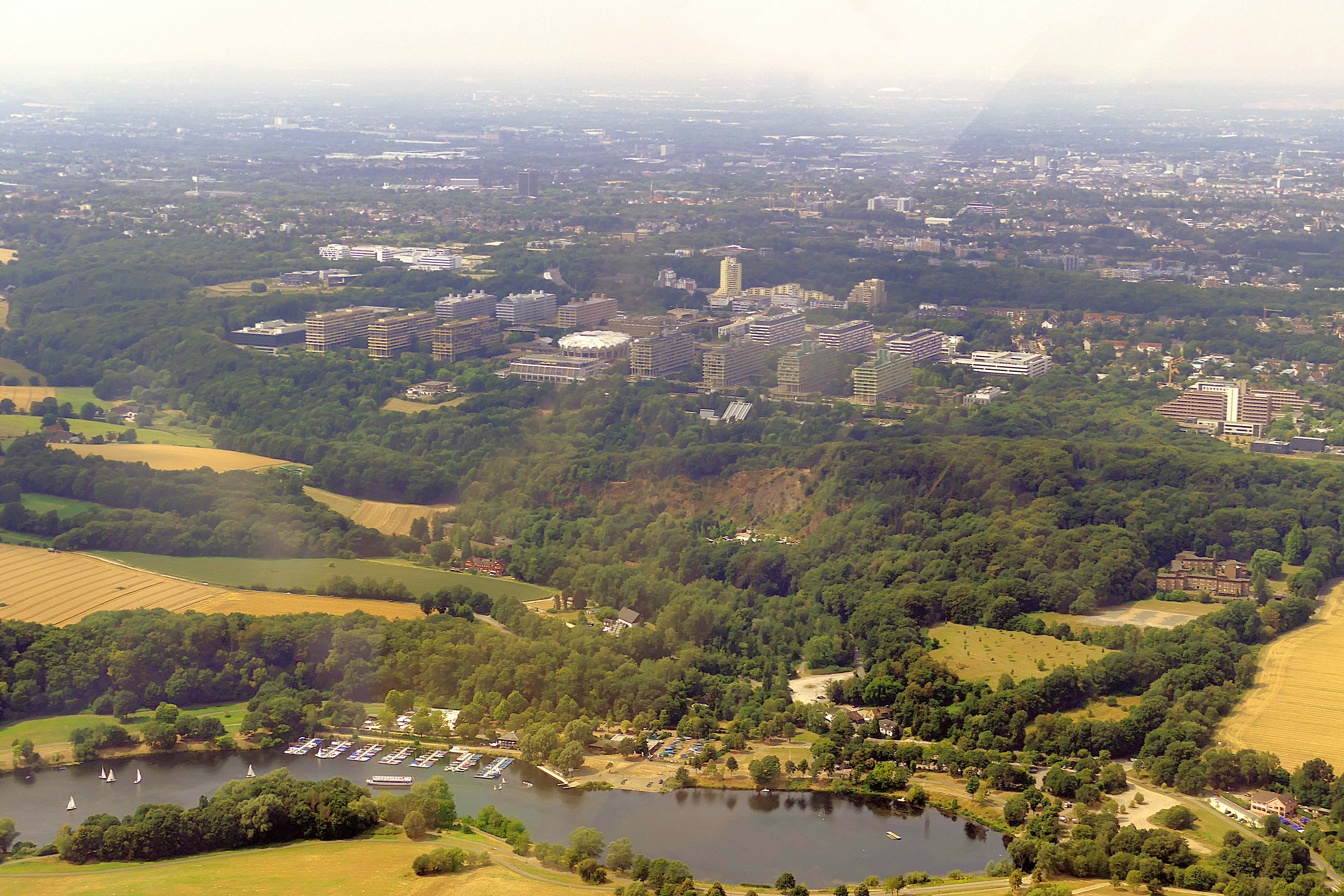
Die Ruhr-Universität Bochum aus der Luft mit dem Kemnader See im Vordergrund

Die Ruhr-Universität Bochum (RUB, Eigenschreibweise Ruhr-Universität Bochum), kurz auch Universität Bochum oder „Ruhr-Uni“, in Bochum ist mit 38.872 Studierenden (Stand WS 2023/24) eine der zehn größten Universitäten in Deutschland.

## Überblick

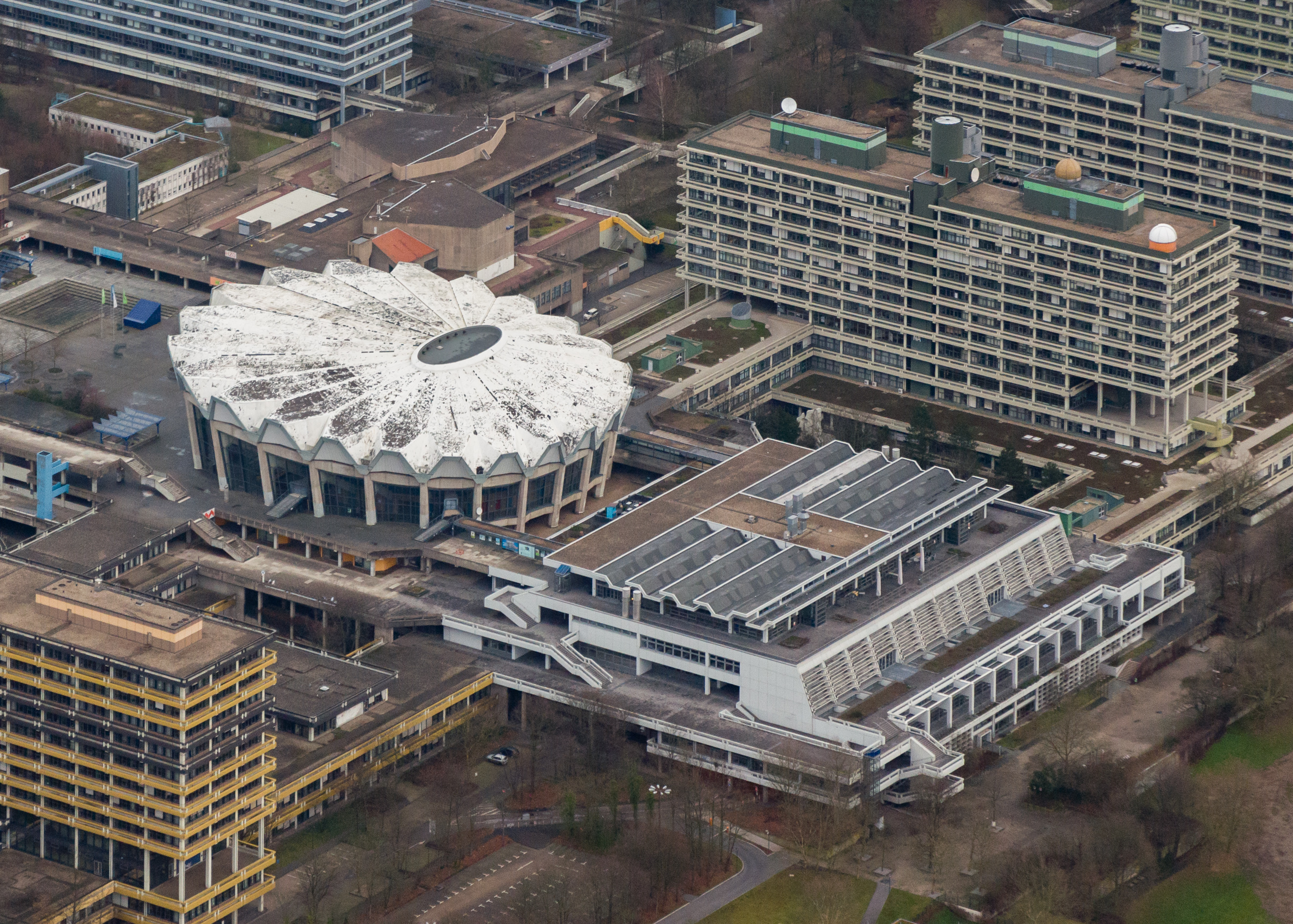
Ein Teilbereich des Campus-Geländes mit Audimax und Mensa (Gebäude 'IA' links oben abgerissen und neu gebaut)

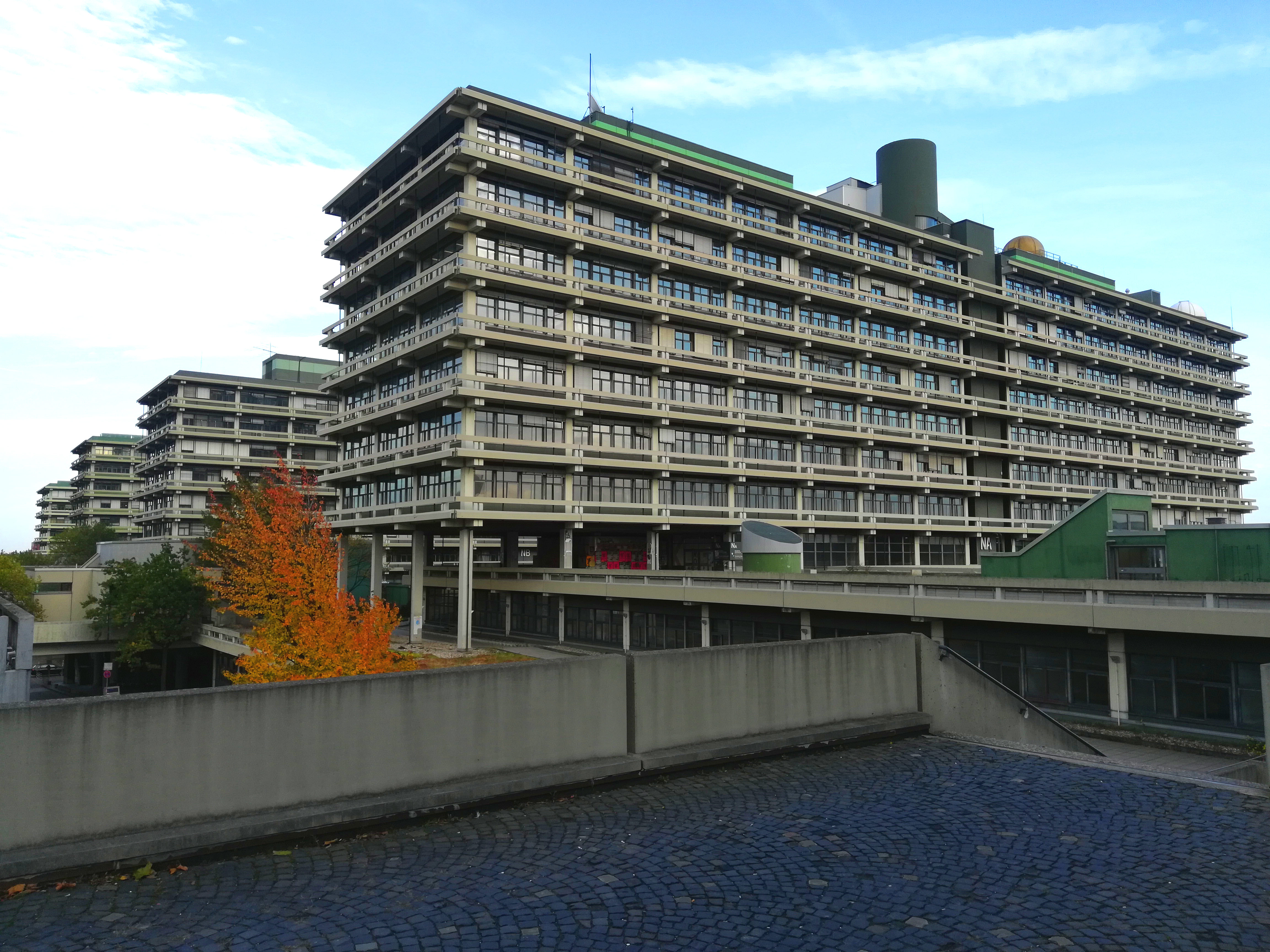
Die „N-Gebäude“ (Naturwissenschaften). Im Vordergrund das Gebäude NA, welches 2023 abgerissen wurde und derzeit neu gebaut wird

Die RUB war 1962 die erste Universitätsneugründung in der Bundesrepublik. Die Universität wurde außerhalb der Stadt als Campus-Universität in Querenburg angelegt: Bis auf wenige Außenstellen sind alle 21 Fakultäten auf dem Universitätsgelände untergebracht. Die Universität, die Wohnstadt Hustadt und das beide versorgende Einkaufszentrum Uni-Center dominieren seither den Stadtteil. Der Lehrbetrieb wurde 1965, drei Jahre nach Gründung der RUB, mit einer feierlichen Eröffnung mit Ministerpräsident Franz Meyers aufgenommen.
Die Hochschule ist seit ihren Anfängen eine Reformuniversität. In der Einführung gestufter Studiengänge nach Vorgabe der Bologna-Erklärung nahm sie eine Vorreiterrolle in Deutschland ein. Aufgrund ihrer Größe ist die RUB eine der deutschen Hochschulen mit der größten Vielfalt an Studienfächern. Die Studierenden der Medizin absolvieren ihre praktische Ausbildung dabei nicht zentral in einem eigenen Klinikum, sondern werden auf verschiedene Krankenhäuser in Bochum und Umgebung verteilt. Bis 2012 wurde diese deutschlandweit einmalige dezentrale Ausbildung auch als Bochumer Modell bezeichnet. Seit 2012 präsentieren sich die beteiligten Kliniken jedoch in einem einheitlichen Erscheinungsbild als Universitätsklinikum der Ruhr-Universität (UK RUB).
Zahlreiche bedeutende Wissenschaftlerinnen und Wissenschaftler wirkten oder wirken an der RUB. Bundesweit belegt sie den zweiten Platz in der Anzahl der DFG-Sonderforschungsbereiche (Stand in den 2010er Jahren). Im DFG-Ranking unter den 40 deutschen Hochschulen mit dem höchsten Bewilligungsvolumen für Forschungsvorhaben der Jahre 2002 bis 2004 erreichte sie Rang drei in den Lebenswissenschaften, den neunten Platz in den Ingenieurwissenschaften und Platz 12 in den Naturwissenschaften. Im gesamten Vergleich erzielte die RUB den 15. Platz.
Die Ruhr-Universität befand sich 2007 und 2011 in der Endrunde der vom Bund durchgeführten Exzellenzinitiative und setzte sich jeweils in zwei von drei Förderlinien durch, erreichte aber nicht den begehrten Status einer Eliteuniversität. 2018 nahm die RUB auch an der Exzellenzstrategie teil.

## Geschichte

Siegel der RUB, das bis 2009 zugleich als Logo genutzt wurde

### Vorgeschichte
Die Geschichte der Universität in Bochum beginnt bereits 1948 in der ersten Wahlperiode des Landtags Nordrhein-Westfalen mit der fraktionsübergreifenden Forderung nach einer zweiten technischen Hochschule in Westfalen. Favorit für den Standort war allerdings die Stadt Dortmund. Im Kulturausschuss wurden am 20. Dezember 1960 – und damit erst knapp zwölf Jahre später – die Mittel für den Kauf eines entsprechenden Geländes in Westfalen genehmigt. Zuvor hatte der Wissenschaftsrat empfohlen, eine Hochschule im „nordrhein-westfälischen Industrierevier“ zu gründen. Nach weiteren, teilweise erbittert geführten Diskussionen setzte sich der Standort Querenburg mit 102 zu 87 Stimmen gegenüber Dortmund im Landtag durch.

### Planung
Zur schnellen Realisierung wurde nach weiterer Vorplanung der wissenschaftlichen Schwerpunkte 1962 ein Ideenwettbewerb ausgelobt, zu dem bekannte Architekten wie Walter Gropius und Ludwig Mies van der Rohe direkt eingeladen wurden, bei dem aber auch alle anderen in der Bundesrepublik niedergelassenen Architekten zugelassen waren. Aus den 85 eingereichten Entwürfen setzte sich der Entwurf des Büros Hentrich, Petschnigg & Partner aus Düsseldorf durch.

### Bau

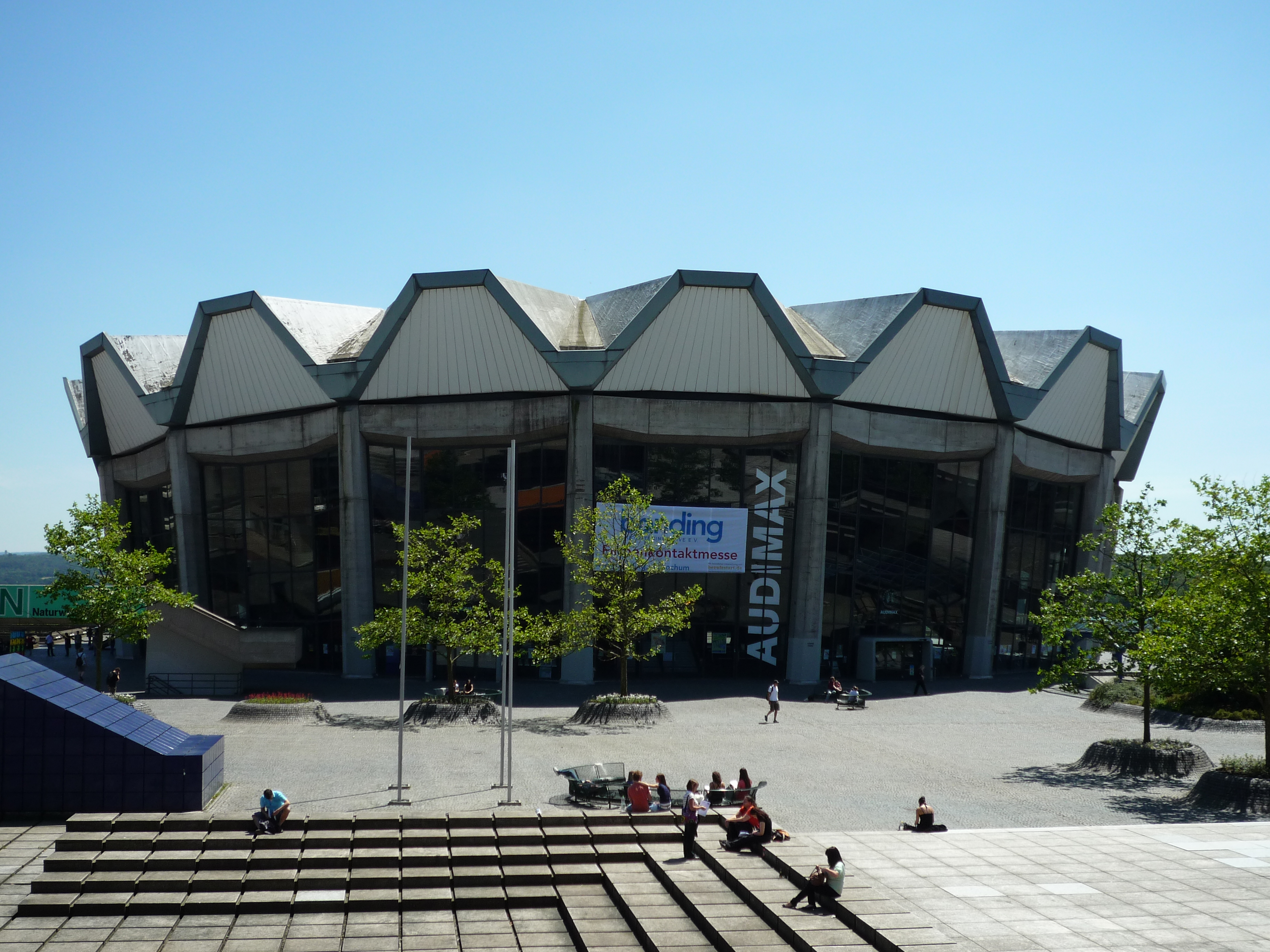
Der Audimax der Ruhr-Uni, im Vordergrund das Wasserrelief

Begonnen wurde der Bau der Universität am 2. Januar 1964 mit den Erdarbeiten für die Gebäude IA, IB und IC der Ingenieurwissenschaften. Durch die Verwendung eines einheitlichen Rastermaßes für die Struktur der Gebäude konnten Betonfertigteile direkt auf der Baustelle im industriellen Gussverfahren hergestellt werden, was dazu führte, dass die Ingenieurwissenschaften bereits am 30. Juni 1965 den Betrieb aufnehmen konnten, während die Bauarbeiten für die Gebäude der Natur- und Geisteswissenschaften sowie der Medizin noch bis August 1969 andauerten. Der zentrale Forumsbereich mit Bibliothek, Verwaltung, Audimax und Mensa wurde erst 1971 begonnen und am 1. August 1974 abgeschlossen.

### Denkmalschutz
Am 16. Oktober 2015 wurden der Universitätskomplex, der Botanische Garten und die Dr.-Gerhard-Petschelt-Brücke über die Universitätsstraße in die Denkmalliste der Stadt Bochum eingetragen.

### Universitätsallianz Ruhr
Im März 2007 gründeten die drei Universitäten Bochum, Dortmund und Duisburg-Essen die Universitätsallianz Ruhr (UA Ruhr), die die Kooperation der Lehr- und Forschungsaktivitäten der beteiligten Universitäten stärken und den Universitäten eine bessere Ausgangsposition als exzellentem Standort in der nationalen und internationalen Wissenschafts- und Studienlandschaft geben soll. Als eines der ersten Projekte der UA Ruhr fördert Ruhr Campus Online die hochschulübergreifende Lehre zwischen den drei Ruhruniversitäten mittels Blended Learning.

## Architektur

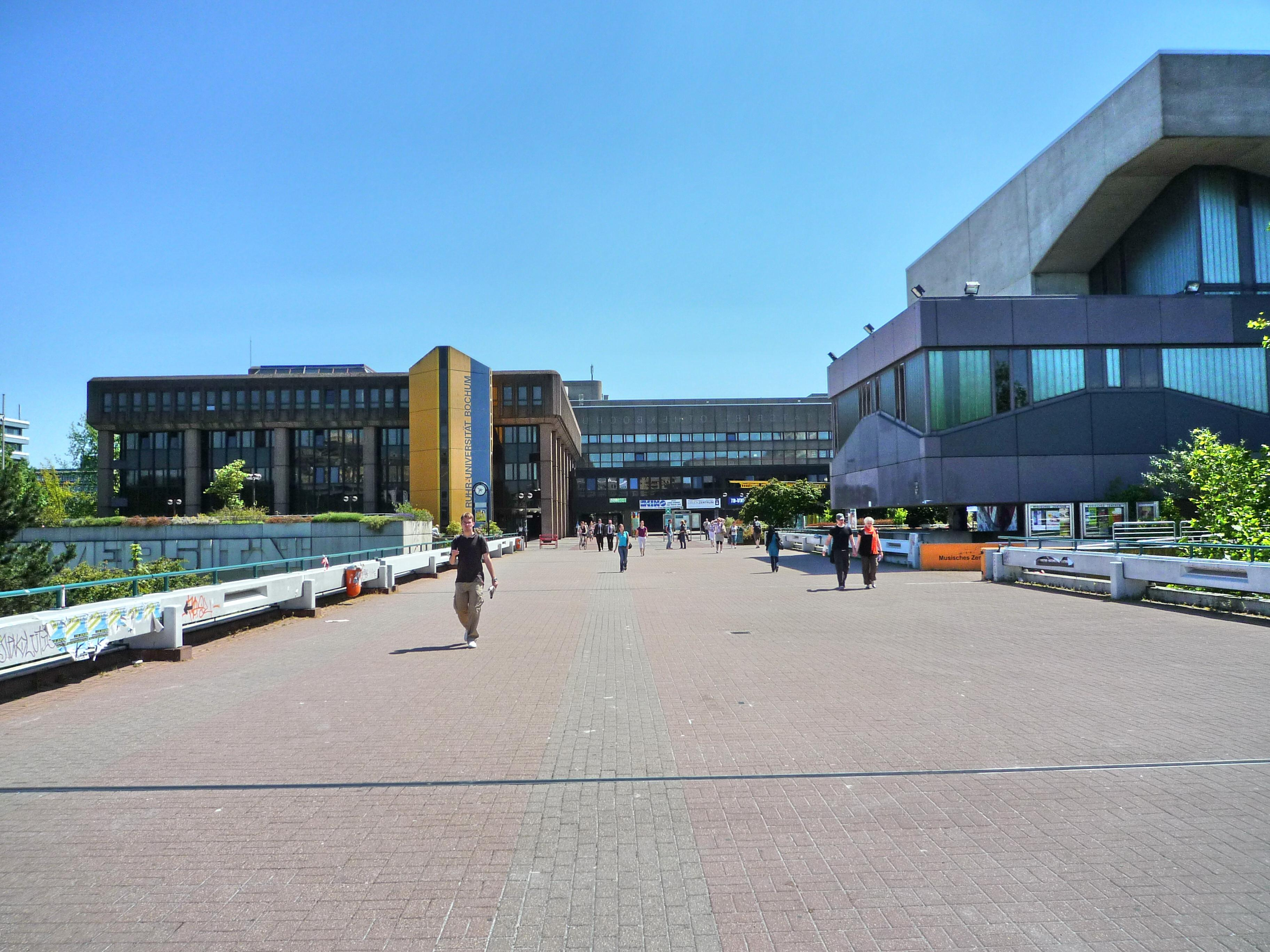
Haupteingang zur Ruhr-Universität (mit Dr.-Gerhardt-Petschelt-Brücke)

Treppenhaus im Gebäude IC vor der Kernsanierung des Gebäudes

Der Campus liegt am Rand einer Anhöhe über dem Kemnader See. 13 Hauptgebäude gruppieren sich in vier symmetrischen Komplexen aus je drei bis vier Hochhäusern um die Mensa, das Audimax, die Universitätsbibliothek und das Forum der Universität.
Das architektonische Konzept stammt von Helmut Hentrich (Architekturbüro Hentrich, Petschnigg & Partner). Er sieht die Universität als einen „Hafen im Meer des Wissens“. Die Gebäude selbst symbolisieren Schiffe, die an ihren Zugängen „angelegt“ haben, das Dach des Audimax erinnert an eine Muschel. Dazu passend wurde auch Anfang der 1990er Jahre die Station „Ruhr-Universität“ der Stadtbahnlinie U35 gestaltet, deren Dach Wellen darstellen soll.
Ursprünglich war die RUB noch deutlich größer geplant. Mehrere Gebäude wurden nicht gebaut, unter anderem das geplante Universitätsklinikum. Zwei der drei für die medizinische Fakultät vorgesehenen Gebäude (MB und MC) wurden zwar fertiggestellt, aber nie bezogen. Sie standen jahrelang leer, bis sie schließlich an private Unternehmen verpachtet wurden. Die daraus erzielten Einnahmen wurden für den Bau des Wohnheims „Europahaus“ verwendet. Das MB-Gebäude wurde aber 2019 wieder ein Universitätsgebäude. Ab Ende 2022 soll das Gebäude wieder vollständig von der Universität genutzt werden.
Die Architektur der Ruhr-Universität ist bis heute ein kontrovers diskutiertes Thema. Der fast alleinige Baustoff Beton erzeugt – wie die meisten anderen Betonbauten auch – bei schlechtem Wetter einen tristen Gesamteindruck. Bei gutem Wetter dagegen kontrastiert der helle Beton mit dem blauen Himmel, so dass ein offener sonnendurchfluteter Gesamteindruck entsteht. Anfang der 1990er Jahre wurde die harte Betonarchitektur durch farblich abgesetzte Außenanstriche, Umgestaltungen der Hauptgebäude und durch die Anlage von Grünflächen abgemildert.
Im Zuge der Exzellenzinitiative wird die Universität seit 2007 schrittweise renoviert.

### Audimax
Im Audimax, das auch (bis zur Eröffnung des Musikforums im Jahr 2016) als Spielstätte der Bochumer Symphoniker diente, befindet sich eine der modernsten und größten Orgeln der Orgelmanufaktur Klais. Die Orgel aus dem Jahr 1998 verfügt über 6400 Pfeifen, die in 82 Registern zusammengefasst sind.

### Querforum Ost
Der Bereich Querforum Ost umfasst ein 80 Meter breites und 300 Meter langes Areal mit einem ein Quergefälle von 4,5 bis 13 Metern und einem Längsgefälle von 30 Metern. Die Gestaltung besteht aus Wegen, Treppen, Stützmauern, künstlichen Gewässern mit Betonelementen, und Grünflächen. Der Freiraum wurde von 1966 bis 1971 von Georg Penker gestaltet (artifizielle urbane Elemente).

### Botanischer Garten
Auf dem steil zum Lottenbach, einem Nebenbach der Ruhr, hin abfallenden Hang befindet sich der Botanische Garten der Universität.

## Sanierung
Die laufende und langandauernde Campussanierung umfasste bisher folgende Maßnahmen:
- Die Hauptmensa wurde zwischen 2003 und 2006 entkernt und grundlegend umgestaltet.
- Für die Sanierung der Bürogebäude wurde im August 2010 in der ingenieurwissenschaftlichen Gebäudereihe (I-Reihe) das neue Gebäude ID fertiggestellt. Es dient als Ausweichfläche, um die anderen Gebäude nacheinander kernsanieren zu können.[18] Die Gesamtkosten werden mit knapp 1,2 Mrd. € veranschlagt.
- Das Gebäude IC wurde kernsaniert und 2013 wieder zur Nutzung freigegeben.
- Die beiden Gebäude IA und IB wurden wegen zu hoher PCB-Belastung nicht kernsaniert, sondern vollständig rückgebaut (abgerissen) und durch zwei ansichtsmäßig ähnliche Gebäude ersetzt. Der Abriss wurde im Juli 2015 beendet. Die Neubauten werden seit Oktober 2018 wieder für Forschung und Lehre genutzt.
- Die geisteswissenschaftliche Gebäudereihe (G-Reihe) wurde um einen Neubau GD ergänzt (Inbetriebnahme Juli 2018).
- Das Gebäude NA wurde 2023 abgerissen und wird aktuell neu errichtet.[19]
- Der Abriss des Gebäudes GC begann Ende 2023. Es wird danach neu errichtet.[20]

Weitere Gebäude werden in den nächsten Jahren sowie Jahrzehnten abgerissen und durch Ersatzneubauten ersetzt.
Die Sanierungen führen auch zu einer deutlichen Umgestaltung des Campus. Unter anderem werden nach und nach fast alle verbliebenen Grünflächen zwischen und neben den Gebäuden bebaut. Diese Gebäude werden zum Teil kommerziell genutzt. Im Ausgleich werden zahlreiche Flachdächer begrünt.
Weiterhin befinden sich am beziehungsweise außerhalb des Campus fünf Forschungsbauten oder sind in der Planung/Entstehung:
1. ZEMOS: Zentrum für molekulare Spektroskopie und Simulation solvensgesteuerter Prozesse (Campus; im April 2016 eröffnet)
2. ProDi: Forschungsbau für molekulare Protein-Diagnostik (Gesundheitscampus; im Juni 2019 eröffnet)
3. ZGH: Zentrum für Grenzflächendominierte Höchstleistungswerkstoffe (Campus; im Februar 2020 eröffnet)
4. ZESS: Forschungszentrum für das Engineering Smarter Produkt-Service Systeme (Mark 51°7; im Juli 2022 eröffnet)
5. THINK: Forschungszentrum für Neuro-Informatik und Gehirnforschung (Mark 51°7; geplante Eröffnung Ende 2025)

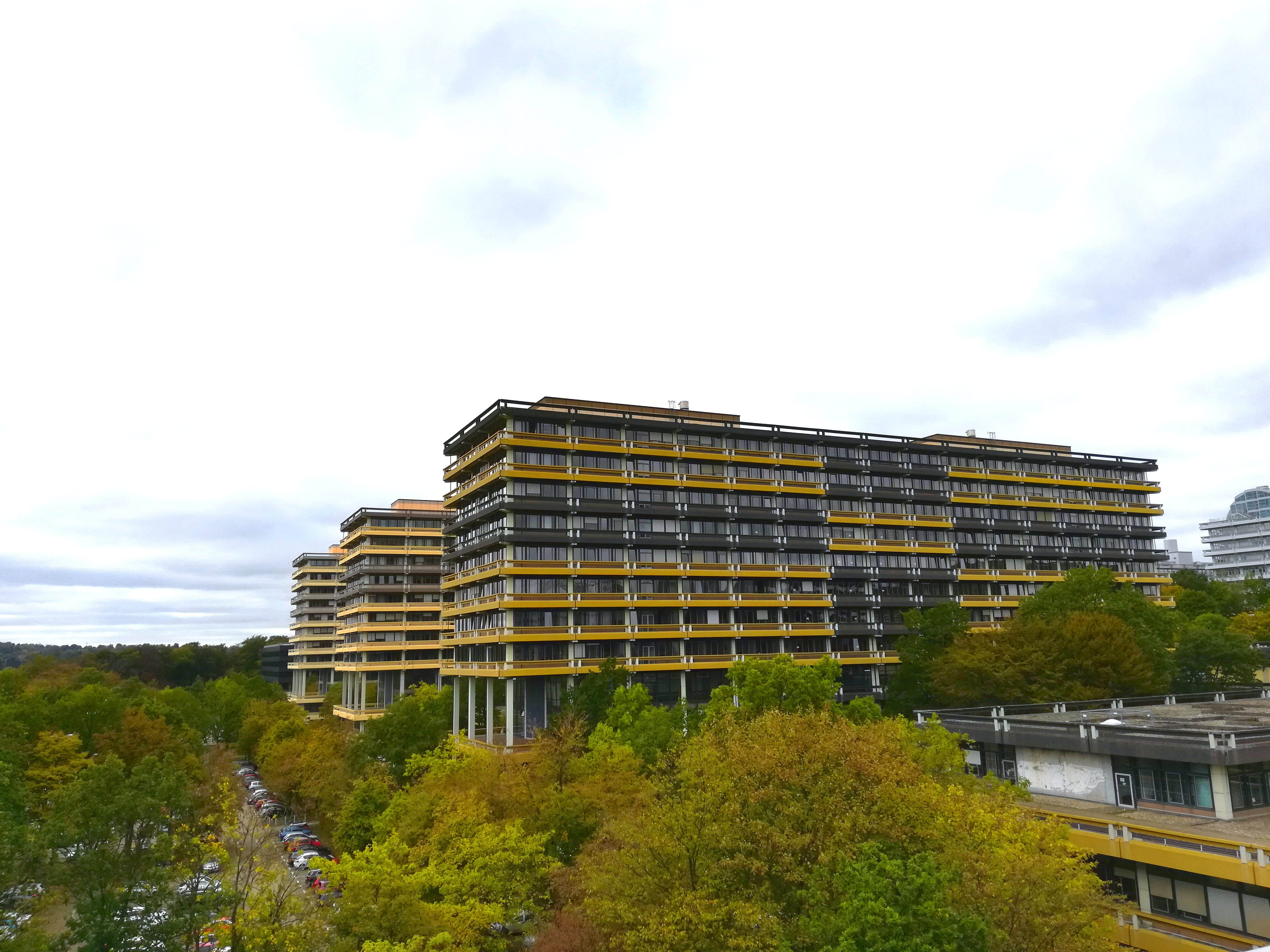
„G-Gebäude“ (Geistes- und Gesellschaftswissenschaften)
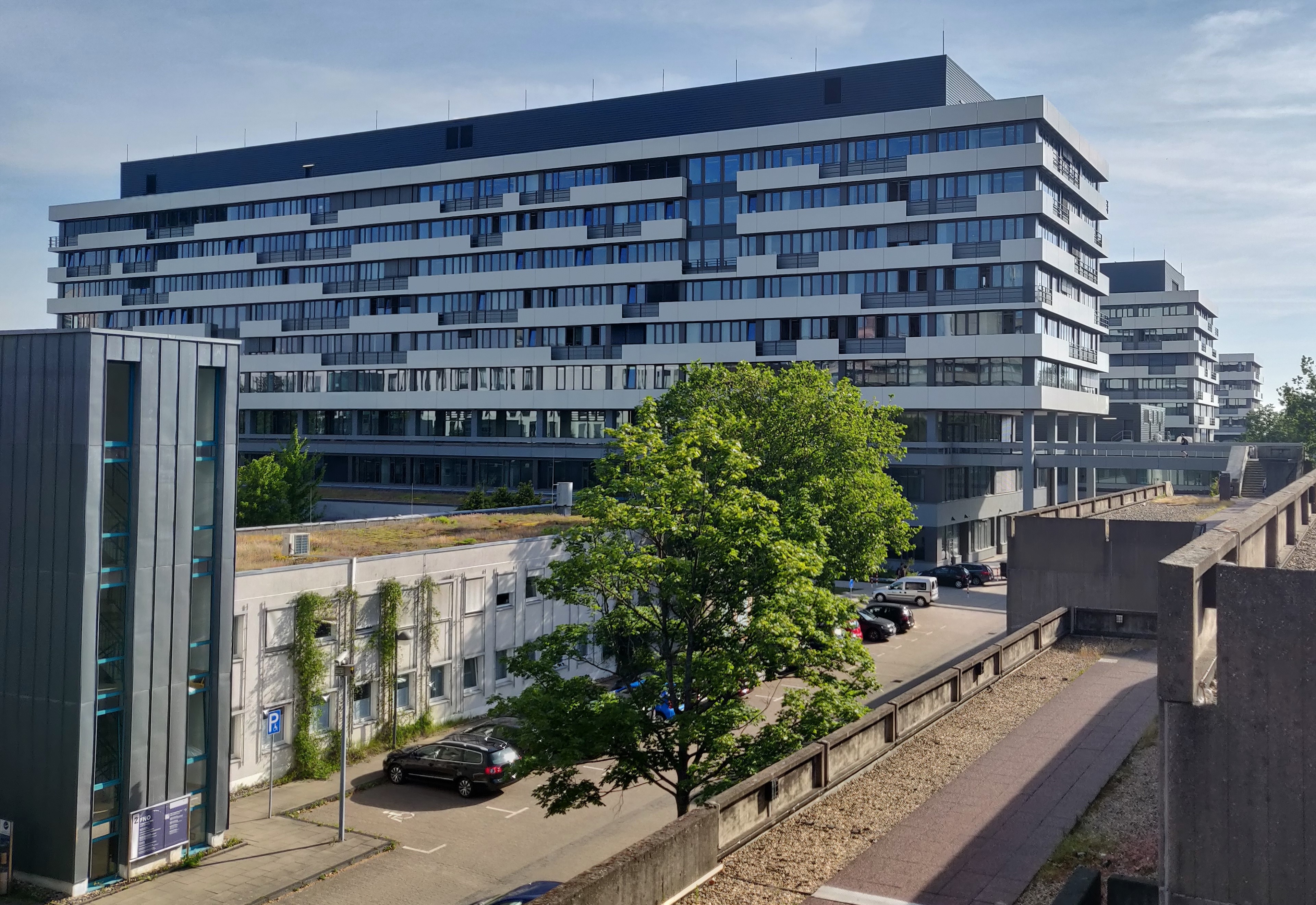
„I-Gebäude“ (Ingenieurwissenschaften) und Forum Nord-Ost (FNO)
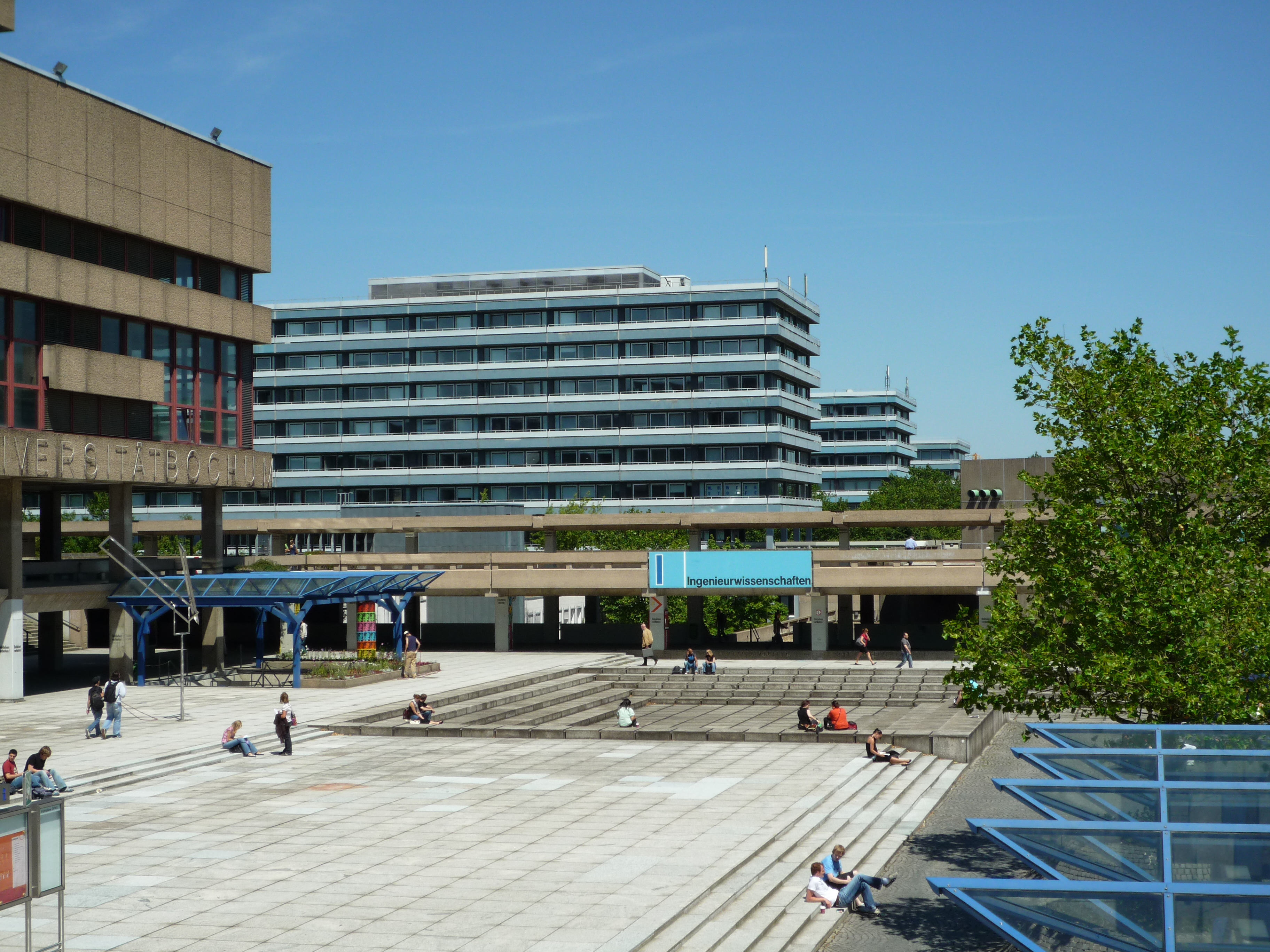
„I-Gebäude“ (Ingenieurwissenschaften) (2009; vor der Sanierung)
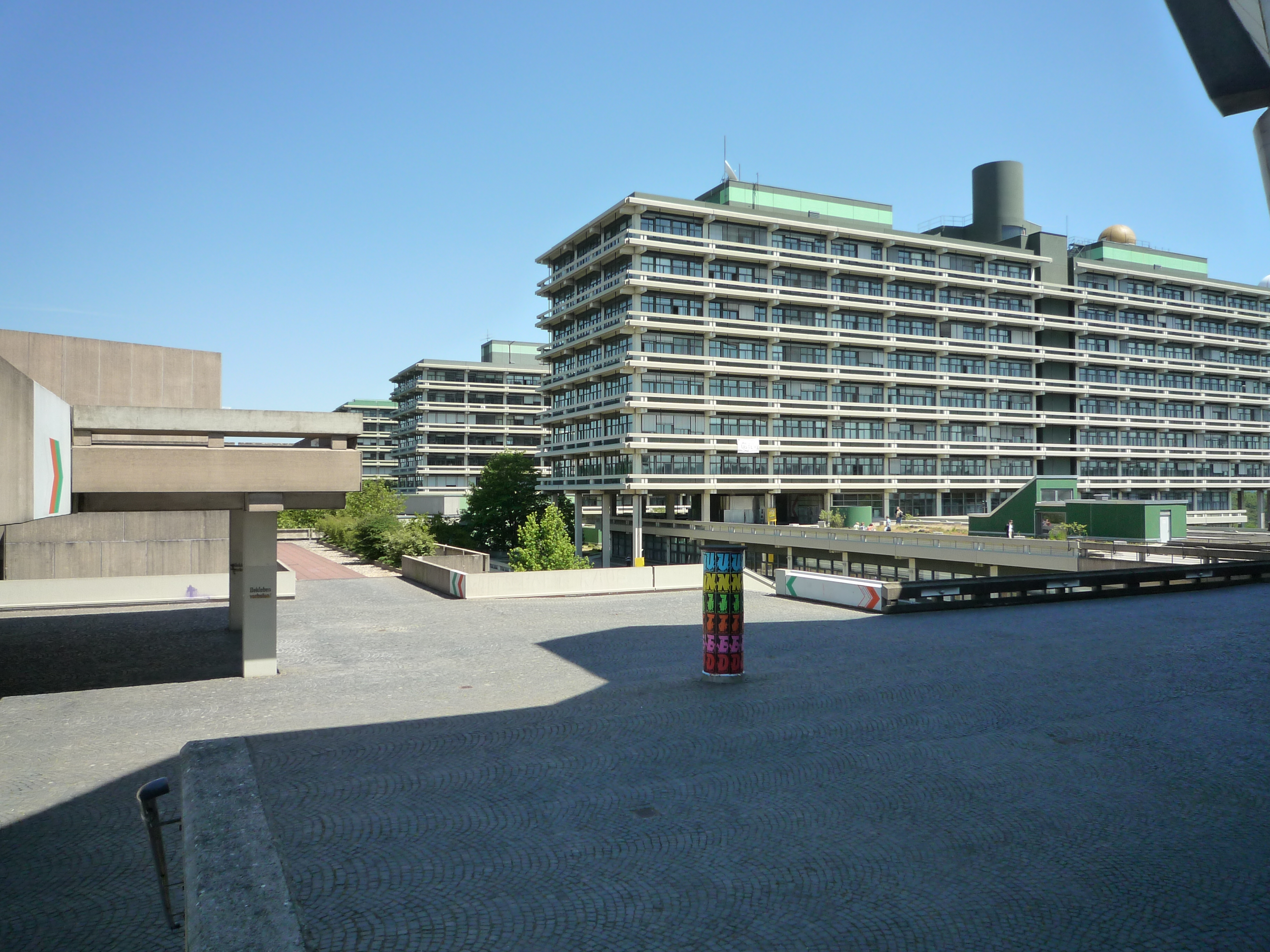
„N-Gebäude“ (Naturwissenschaften) (vor der Sanierung)
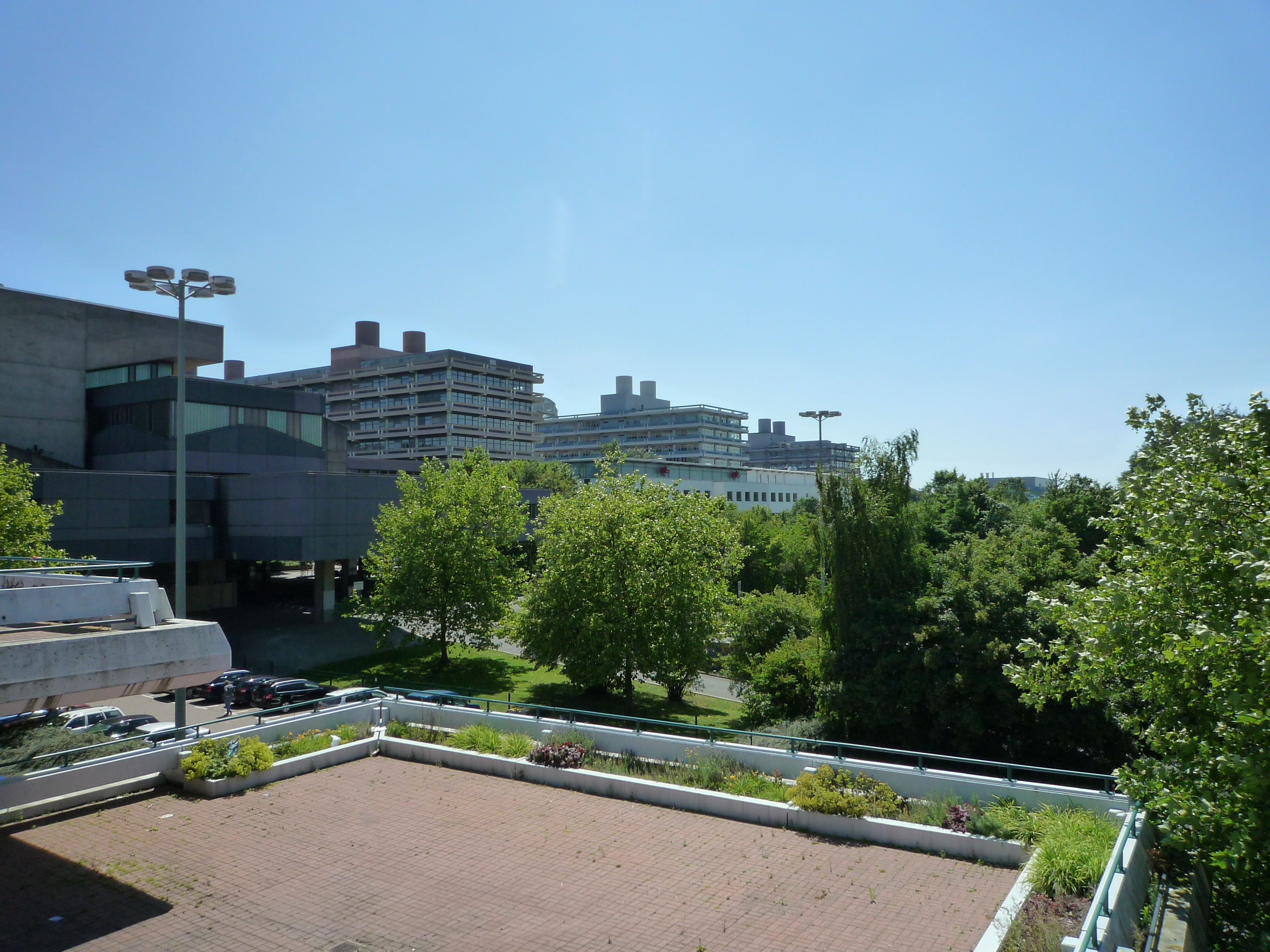
„M-Gebäude“ (Medizin)
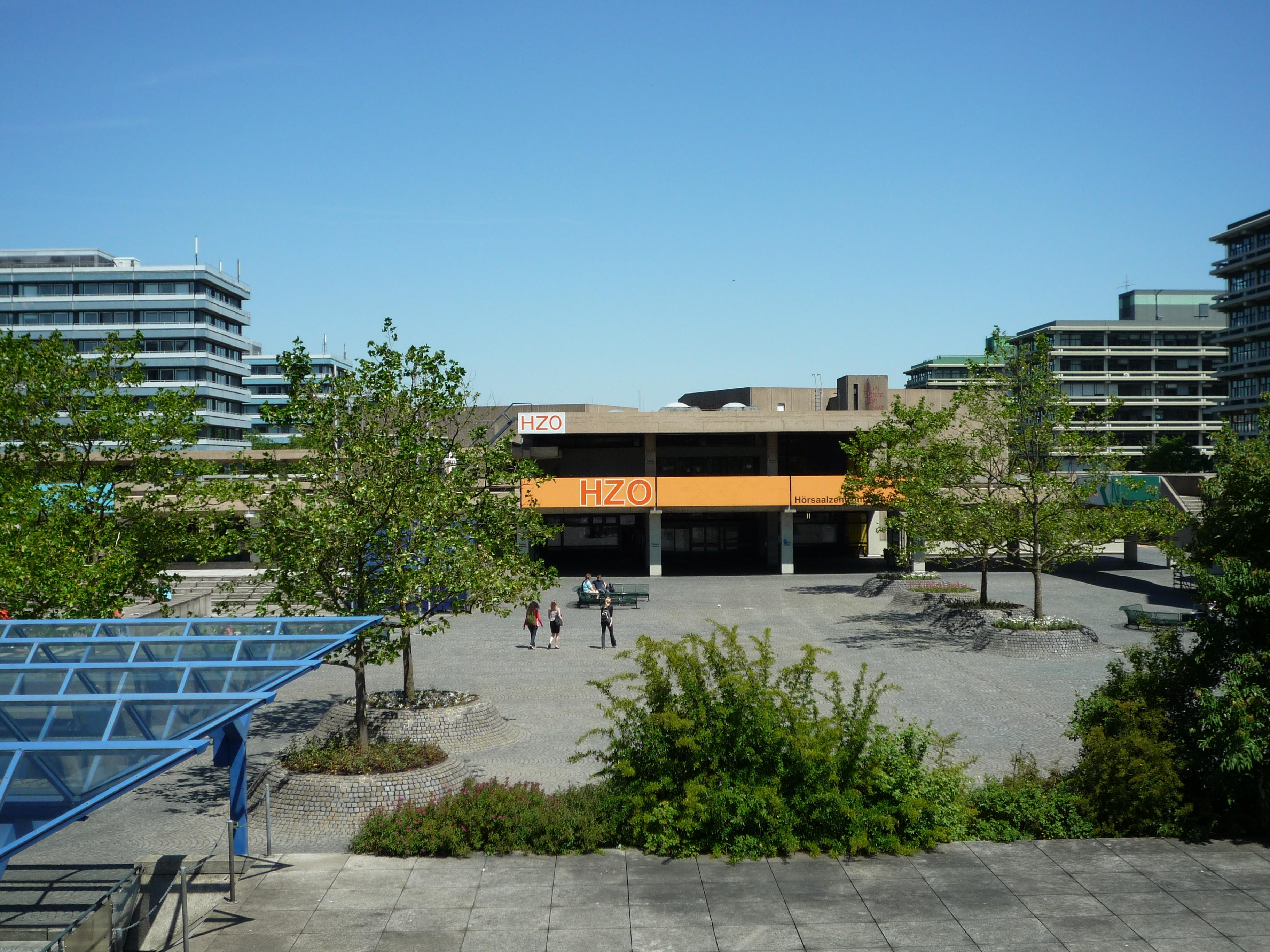
Hörsaalzentrum-Ost (HZO)
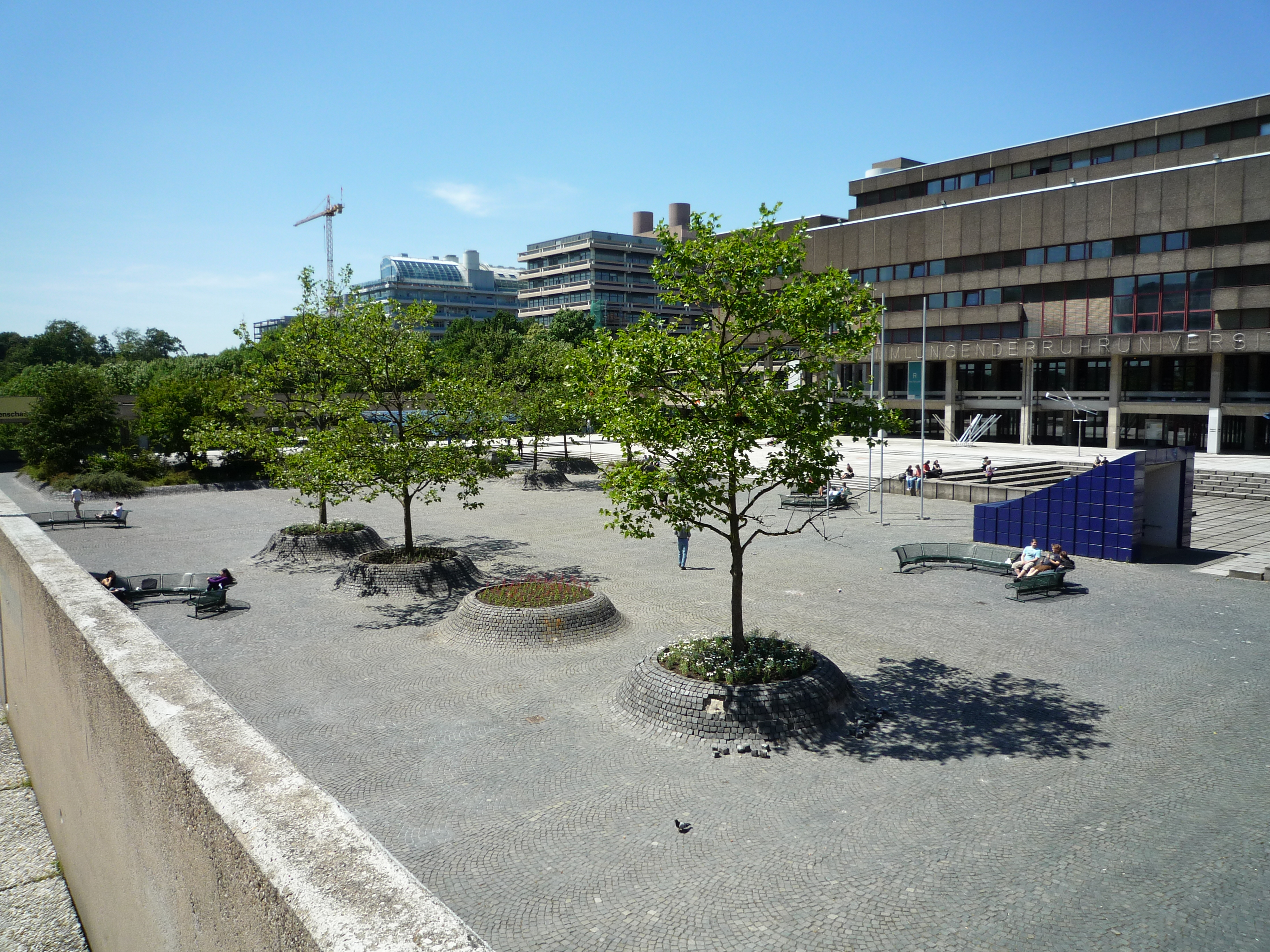
Forum zwischen Audimax und Universitätsbibliothek (Südforum)

## Fakultäten

### Geistes- und Gesellschaftswissenschaften
- I.[21] Evangelisch-Theologische Fakultät
- II. Katholisch-Theologische Fakultät
- III. Fakultät für Philosophie und Erziehungswissenschaft
- IV. Fakultät für Geschichtswissenschaft
- V. Fakultät für Philologie
- VI. Juristische Fakultät[22]
- VII. Fakultät für Wirtschaftswissenschaft[23]
- VIII. Fakultät für Sozialwissenschaft[24]
  - ZEFIR, Zentrum für interdisziplinäre Regionalforschung (als zentrale wissenschaftliche Einrichtung gegründet, nun ein Institut der Fakultät für Sozialwissenschaft)[25]
- IX. Fakultät für Ostasienwissenschaften[26]
- X. Fakultät für Sportwissenschaft[27]
- XI. Fakultät für Psychologie[28]

### Ingenieurwissenschaften
- XII. Fakultät für Bau- und Umweltingenieurwissenschaften
- XIII. Fakultät für Maschinenbau[29]
- XIV. Fakultät für Elektrotechnik und Informationstechnik[30]
- XXI. Fakultät für Informatik[31]

### Naturwissenschaften
- XV. Fakultät für Mathematik[32]
- XVI. Fakultät für Physik und Astronomie[33]
- XVII. Fakultät für Geographie und Geowissenschaften[34]
- XVIII. Fakultät für Chemie und Biochemie
- XIX. Fakultät für Biologie und Biotechnologie

### Medizin
- XX. Medizinische Fakultät
  - Campuseinrichtungen
  - Universitätsklinikum der Ruhr-Universität Bochum, siehe auch Bochumer Modell, bestehend aus folgenden Krankenhäusern bzw. ihren Abteilungen:
    - Berufsgenossenschaftliches Universitätsklinikum Bergmannsheil Bochum (Träger BG Kliniken)
    - Knappschaftskrankenhaus Bochum-Langendreer (Träger Bundesknappschaft)
    - Katholisches Klinikum Bochum (Träger St. Elisabeth-Stiftung)
      - St. Josef-Hospital Bochum
      - St. Elisabeth-Hospital Bochum – Hals-Nasen-Ohren-Heilkunde – Kopf- und Halschirurgie
      - St. Maria Hilf-Krankenhaus Bochum
      - Klinik Blankenstein, Hattingen

    - Marienhospital Herne (Träger Stiftung Katholisches Krankenhaus)
    - LWL-Universitätsklinik Bochum – Psychiatrie – Psychotherapie – Psychosomatik – Präventivmedizin (Träger Landschaftsverband Westfalen-Lippe)
    - Herz- und Diabeteszentrum Nordrhein-Westfalen, Bad Oeynhausen (Träger Land NRW)
    - LWL-Universitätsklinik Hamm – Kinder- und Jugendpsychiatrie – Psychotherapie – Psychosomatik
    - Institut für Prävention und Arbeitsmedizin der DGUV (in Bochum)
    - Institut für Pathologie der Ruhr-Universität Bochum an den Berufsgenossenschaftlichen Kliniken Bergmannsheil, dort ist auch das Deutsche Mesotheliomregister
    - Johannes Wesling Klinikum Minden (Träger Mühlenkreiskliniken)
    - Klinikum Herford (Träger: Klinikum Herford, AöR)
    - Krankenhaus Lübbecke-Rahden (Träger Mühlenkreiskliniken)
    - Auguste-Viktoria-Klinik Bad Oeynhausen (Träger Mühlenkreiskliniken)
- Medizinhistorische Sammlung (Untergebracht in einem alten Malakowturm der ehemaligen Zeche Julius-Philipp)

### Stiftungsprofessuren (Auswahl)
- Carbon Sources and Conversion: CSC ist eine Stiftungsprofessur, die sich mit der Entwicklung innovativer Technologien für ein nachhaltiges Kohlenstoffmanagement befasst. Die Professur wurde 2017 im Rahmen einer gemeinsamen Initiative des Landes Nordrhein-Westfalen, der RWE Power AG und der Ruhr-Universität Bochum eingerichtet.[35] Die Stiftungsprofessur soll das wachsende wissenschaftliche und industrielle Interesse an der Kreislaufführung von Kohlenstoff und der Nutzung alternativer Kohlenstoffquellen förderung und unterstützen. Eine Kooperation mit dem Fraunhofer-Institut für Umwelt-, Sicherheits- und Energietechnik war vorgesehen, um anwendungsorientierte Forschung und Technologietransfer im Bereich der Kohlenstoffverwertung zu fördern. Im Mittelpunkt der PrOfessur steht die chemische Nutzung von Kohlenstoffverbindungen aus regenerativen Quellen um dabei erneuerbare Rohstoffe in der chemischen Industrie zu etablieren und neue chemische Energieträger einzuführen. Die Professur hat seit 2019 Thomas Ernst Müller inne.[36]
- Psychologische Diagnostik der Fakultät für Psychologie.[37] Die Stiftungsprofessur befasst sich mit Fragen, die das systematische Sammeln, Analysieren und Interpretieren von Informationen über Verhalten, Fähigkeiten und innere Zustände von Menschen betreffen. Sie  kooperiert mit der Gesellschaft für Akademische Studienvorbereitung und Testentwicklung (g.a.s.t.) und verwendet und entwickelt Interviews, Fragebögen und psychometrische Tests um präzise und zuverlässige Informationen über ein breites Spektrum menschlichen Verhaltens zu erhalten.[38]

### Fächerübergreifende Einrichtungen
(Quelle:)

#### Einrichtungen der Nachwuchsförderung
- Research School[40]
- Graduiertenschulen, Graduiertenkollegs, EU-Forschungsschulen[41]
- Nachwuchsgruppen[41]

#### Spezielle Zentren
- Interdisciplinary Centre For Advanced Materials Simulation (ICAMS)[42]
- Professional School of Education[43][44]
- Protein Research Department (PRD)
- Research Department Closed Carbon Cycle Economy (CCCE)
- Research Department Horst Görtz Institut für Sicherheit in der Informationstechnik
- Research Department Materials Research Department (MRD)
- Research Department Neuroscience
- Research Department Plasmas with Complex Interactions
- Research Department Solvation Science
- Research Department Subsurface Modeling and Engineering[39]

#### Zentrale wissenschaftliche Einrichtungen
- Institut für Arbeitswissenschaft[45]
- Institut für Berg- und Energierecht (IBE)[46]
- Centrum für Religionswissenschaftliche Studien (CERES)[47]
- Institut für Entwicklungsforschung und Entwicklungspolitik[48]
- Institut für Friedenssicherungsrecht und Humanitäres Völkerrecht (IFHV)[49]
- Institut für Neuroinformatik[50]
- Institut für Soziale Bewegungen[51]

Wissenschaftliche Einrichtungen der Universitätsallianz Ruhr
- Kulturwissenschaftliches Institut (KWI)

#### An-Institute
An-Institute sind rechtlich, organisatorisch und wirtschaftlich eigenständige wissenschaftliche Einrichtungen, die als Einrichtungen an der RUB anerkannt sind und mit der RUB zusammenwirken.
- Angewandte Innovationsforschung (IAI) e. V.
- Bildungsrecht und Bildungsforschung (IfBB)
- Gefahrstoff-Forschung (IGF)
- IDEMA Gesellschaft für verständliche Sprache mbH
- Mercator Institute for China Studies (MERICS)
- TestDaF-Institut
- Umwelthygiene und Toxikologie des Hygiene-Instituts des Ruhrgebiets
- Institut für Unterirdische Infrastruktur (IKT)
- Wohnungswesen, Immobilienwirtschaft, Stadt- und Regionalentwicklung GmbH (InWIS)

#### Zentrale Betriebseinheiten
- Botanischer Garten
- IT.SERVICES[52]
- LSI, Landesspracheninstitut Nordrhein-Westfalen
- Musisches Zentrum[53]
- Zentrale Einrichtung für Ionenstrahlen und Radionuklide (RUBION)
- Universitätsbibliothek
- Zentrum für Fremdsprachenausbildung[54]
- Zentrum für Wissenschaftsdidaktik
  - Zentraler E-Learning-Verbund RUBeL[55]

#### Sonstige Einrichtungen
- Akademie der Ruhr-Universität gGmbH
- European Inter-University Centre for Human Rights and Democratisation
- Situation Kunst und Museum unter Tage der Ruhr-Universität Bochum[56]
- Zentrale Studienberatung

## Gruppen, Kultur

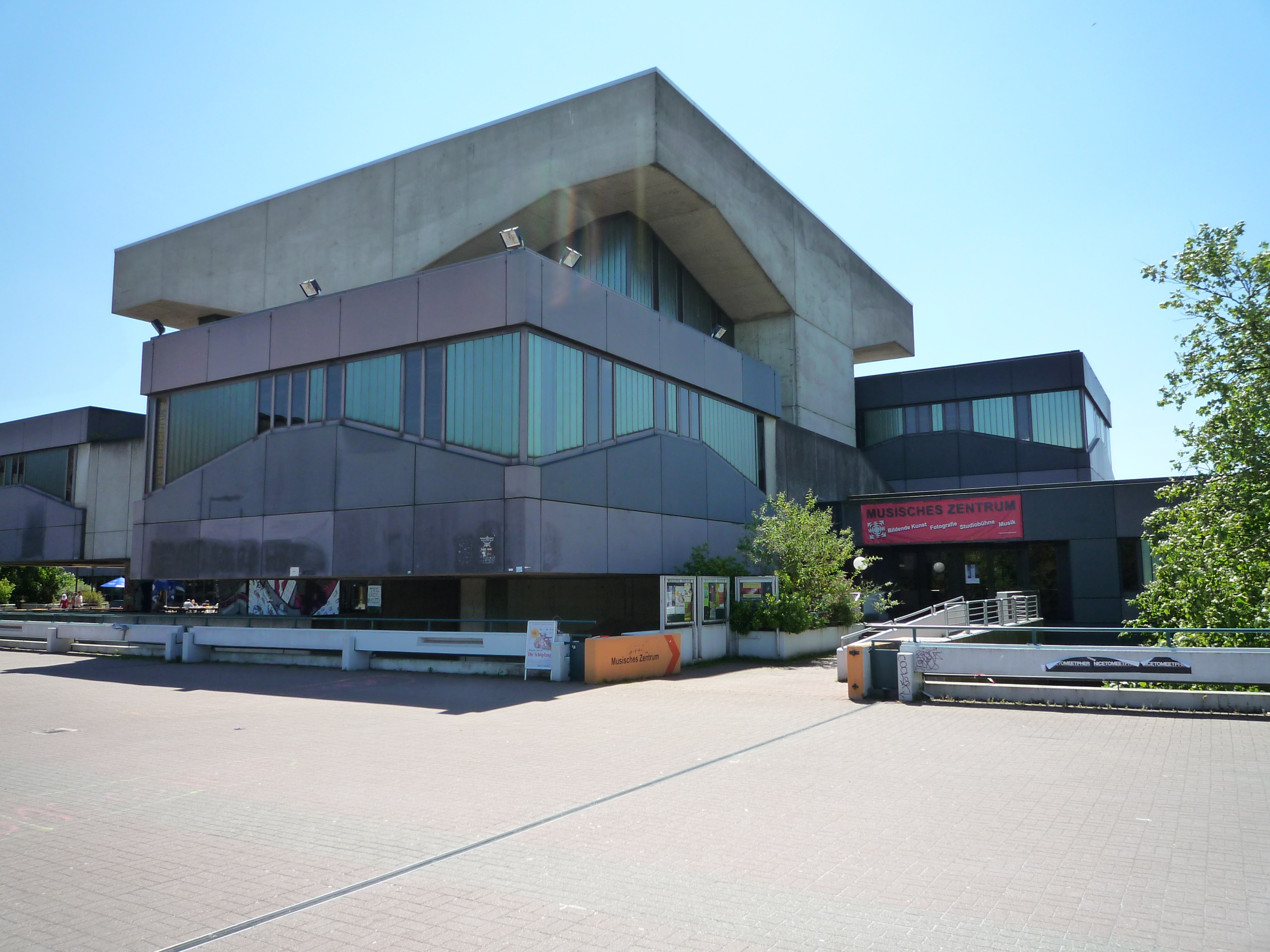
Musisches Zentrum mit der Studiobühne

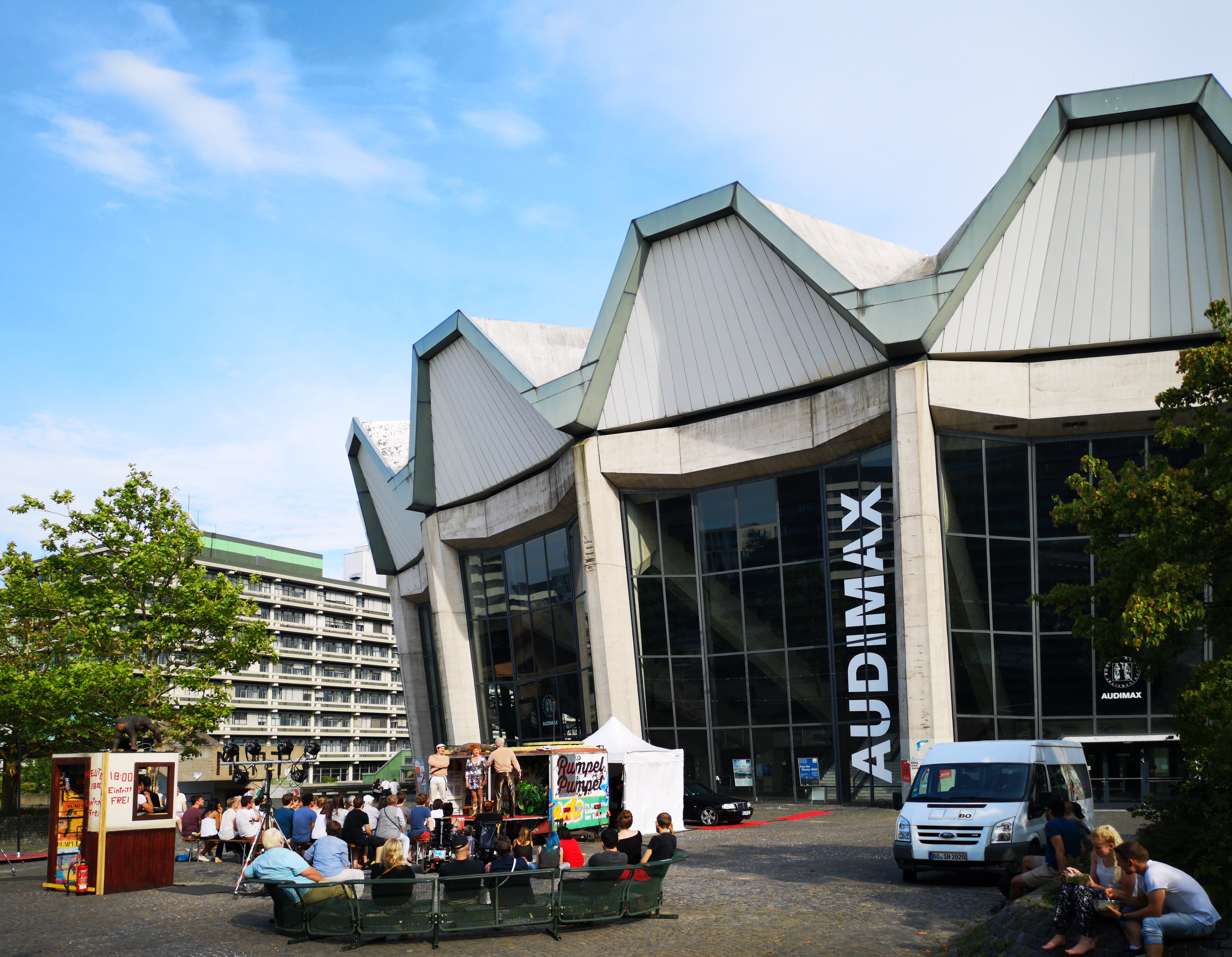
Rumpel-Pumpel-Theater des Schauspielhauses Bochum vor dem Audimax der RUB

Überregional bekannt sind verschiedene studentische Initiativen:
- Der „Studienkreis Film“, das Uni-Kino der RUB, wurde 1966 von Studierenden gegründet. Als gemeinnütziger e. V. haben sich seine Mitglieder der Auseinandersetzung mit dem Medium Film verschrieben. Der SKF bereichert mit Filmvorführungen, Vorträgen und Publikationen das kulturelle Leben auf dem Campus in Bochum.
- Seit 1991 fand jährlich das Internationale Bochumer Videofestival statt. Nach der 21. Auflage, vom 26. bis 28. Mai 2011, gab es keine weiteren Veranstaltungen.[57]
- Seit 1967 gibt der allgemeine Studierendenausschuss die :bsz, die Bochumer Stadt- & Studierendenzeitung heraus. Diese ist damit die älteste kontinuierlich erscheinende Studierendenzeitung Deutschlands.
- Das studentische Theaterfestival MegaFon findet seit 2002 jährlich im Musischen Zentrum der Ruhr-Universität statt und lädt seit 2006 studentische Theatergruppen aus ganz Europa ein.
- 1997 startete mit CT das radio das erste Campusradio Nordrhein-Westfalens, das rund um die Uhr und auf einer eigenen Frequenz sendet.
- Seit 2009 existiert eine Lehr- und Lernredaktion für audiovisuellen Journalismus, in der u. a. eine studentische Magazinsendung produziert wird.[58] Die Beiträge vom Campus-Magazin tv.RUB sind in der Mediathek von NRWision zu sehen.[59]
- Seit 1996 besteht der Arbeitskreis „rote ruhr uni“, der sich in der Tradition von Karl Marx und der Kritischen Theorie mit Gesellschaftskritik, vor allem mit der Kritik der politischen Ökonomie und mit Antisemitismus, beschäftigt.[60]

## Orgel

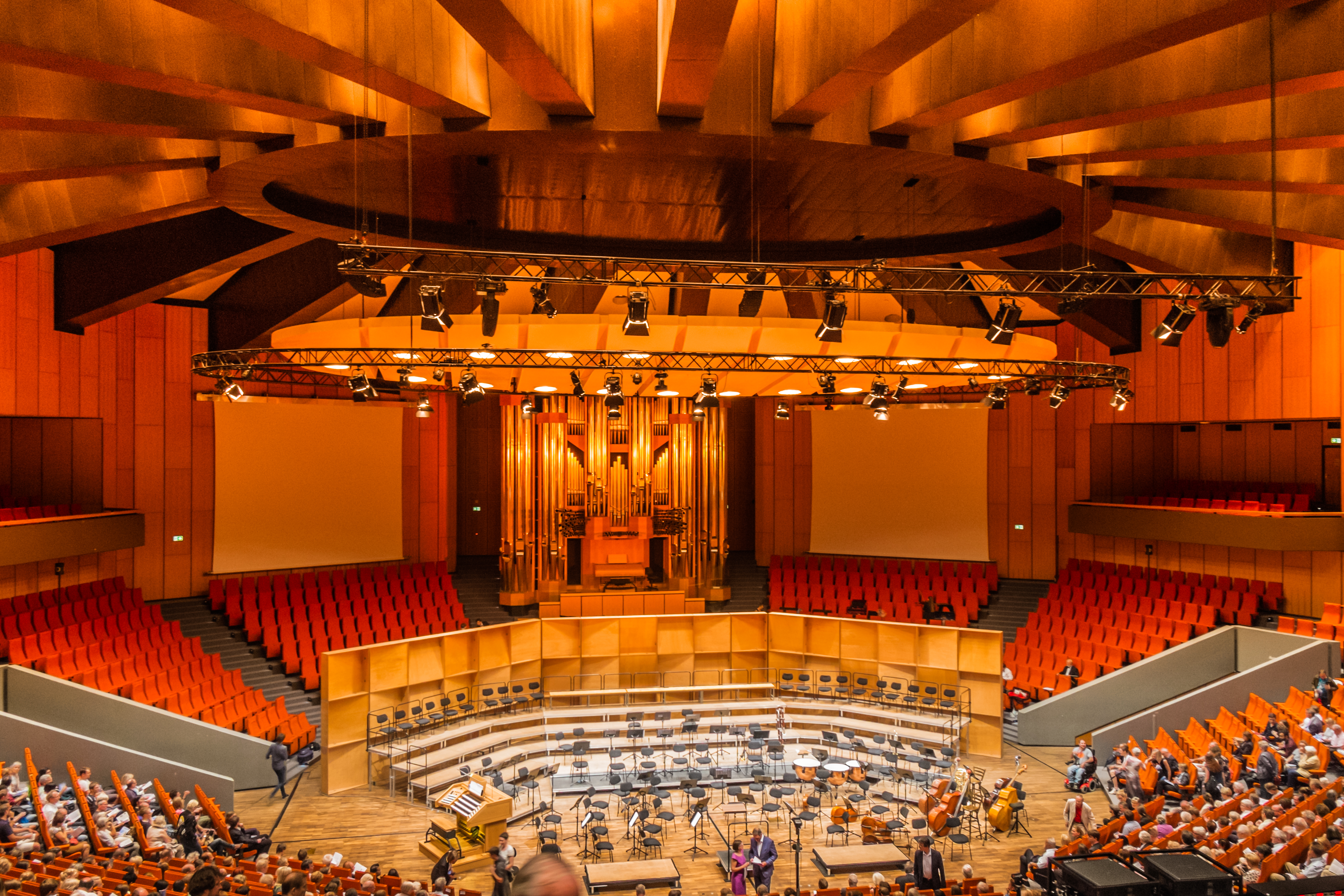
Klais-Orgel der RUB

Bereits die Konzeption des Audimax sah den Einbau einer Konzertorgel vor, aus Kostengründen wurde das aber nicht realisiert. Erst 20 Jahre später entstand 1998 im Orgelbauunternehmen Klais aus Bonn die mit 6400 Pfeifen größte Konzertsaalorgel Nordrhein-Westfalens. Sie verfügt über 82 Register, verteilt auf vier Manuale und Pedal, die wahlweise mit mechanischer Spieltraktur vom Hauptspieltisch an der Orgel oder vom fahrbaren elektrischen Spieltisch aus zum Klingen gebracht werden können. Die Registertrakturen der beiden nicht nur optisch sehr unterschiedlichen Spieltische sind elektrisch. Optisch im wahrsten Sinne des Wortes herausragend (da horizontal in den Raum) sind die Zungenpfeifen der vier Register des Bombardwerks. Die Pfeifen des II. und III. Manuals (Positiv und Recit) befinden sich jeweils in einem eigenen Schwellkasten.

Ein Wasserrohrbruch beschädigte die Orgel im Jahr 2013, darüber hinaus verursachten die Renovierungsarbeiten des Saals Schäden durch Bohrmehl. Schließlich wurde sie im Juli 2015 komplett generalüberholt und gereinigt.
| I Hauptwerk C–c4 |                  |        |
| 01.              | Praestant        | 16'    |
| 02.              | Gedackt          | 16'    |
| 03.              | Principal I–II   | 08'    |
| 04.              | Flûte harmonique | 08'    |
| 05.              | Doppelgedackt    | 08'    |
| 06.              | Salicional       | 08'    |
| 07.              | Pifaro           | 08'    |
| 08.              | Octave           | 04'    |
| 09.              | Blockflöte       | 04'    |
| 10.              | Fugara           | 04'    |
| 11.              | Großquinte       | 5 1⁄3' |
| 12.              | Großterz         | 3 1⁄5' |
| 13.              | Quinte           | 2 ⁄3'  |
| 14.              | Octave           | 02'    |
| 15.              | Waldflöte        | 02'    |
| 16.              | Mixtur V–VII     | 2 ⁄3'  |
| 17.              | Cymbel IV        | 01'    |
| 18.              | Cornet V (ab g0) | 08'    |
| 19.              | Trompete         | 16'    |
| 20.              | Trompete         | 08'    |
| 21.              | Clairon          | 04'    |

| II Positiv C–c4 |                    |       |
| 22.             | Rohrgedackt        | 16'   |
| 23.             | Principal          | 08'   |
| 24.             | Quintadena         | 08'   |
| 25.             | Portunalflöte      | 08'   |
| 26.             | Unda maris (ab c0) | 08'   |
| 27.             | Octave             | 04'   |
| 28.             | Koppelflöte        | 04'   |
| 29.             | Viola              | 04'   |
| 30.             | Sesquialter II     | 2 ⁄3' |
| 31.             | Bauernflöte        | 02'   |
| 32.             | Quinte             | 1 ⁄3' |
| 33.             | Mixtur V           | 02'   |
| 34.             | Scharff IV         | 1 ⁄3' |
| 35.             | Dulcian            | 16'   |
| 36.             | Cromhorn           | 08'   |
| 37.             | Klarinette         | 08'   |
| 38.             | Horn               | 08'   |
|                 | Tremulant          |       |

| III Recit C–c4 |                            |       |
| 39.            | Salicional                 | 16'   |
| 40.            | Bourdon                    | 16'   |
| 41.            | Diapason                   | 08'   |
| 42.            | Flûte traversière          | 08'   |
| 43.            | Konzertflöte               | 08'   |
| 44.            | Aeoline                    | 08'   |
| 45.            | Vox coelestis (ab c0)      | 08'   |
| 46.            | Octave                     | 04'   |
| 47.            | Flûte octaviante           | 04'   |
| 48.            | Violine                    | 04'   |
| 49.            | Nasat                      | 2 ⁄3' |
| 50.            | Doublette                  | 02'   |
| 51.            | Kleincornet III (ab g0)    | 2 ⁄3' |
| 52.            | Plein jeu harmonique III-V | 02'   |
| 53.            | Harmonia aetheria III      | 2 ⁄3' |
| 54.            | Basson                     | 16'   |
| 55.            | Trompette harmonique       | 08'   |
| 56.            | Hautbois                   | 08'   |
| 57.            | Voix humaine               | 08'   |
| 58.            | Clairon harmonique         | 04'   |
|                | Tremulant                  |       |

| IV Bombardwerk C–c4 |                      |     |
| 59.                 | Tuba                 | 16' |
| 60.                 | Tuba                 | 08' |
| 61.                 | Trompette en chamade | 08' |
| 62.                 | Trompette en chamade | 04' |
|                     | alle horizontal      |     |

| Pedal C–g1 |                  |         |
| 63.        | Principalbass    | 32'     |
| 64.        | Untersatz        | 32'     |
| 65.        | Principal        | 16'     |
| 66.        | Violonbass       | 16'     |
| 67.        | Subbass          | 16'     |
| 68.        | Zartbass         | 16'     |
| 69.        | Octave           | 08'     |
| 70.        | Flötbass         | 08'     |
| 71.        | Cello            | 08'     |
| 72.        | Choralbass       | 04'     |
| 73.        | Flöte            | 04'     |
| 74.        | Nachthorn        | 02'     |
| 75.        | Großcornet III   | 10 2⁄3' |
| 76.        | Hintersatz V     | 04'     |
| 77.        | Rauschquinte III | 2 ⁄3'   |
| 78.        | Bombarde         | 32'     |
| 79.        | Posaune          | 16'     |
| 80.        | Fagott           | 16'     |
| 81.        | Trompete         | 08'     |
| 82.        | Clairon          | 04'     |

- Koppeln:
  - Normalkoppeln: II/I, III/I, IV/I, III/II, IV/II, IV/III, I/P, II/P, III/P, IV/P
  - Oktavkoppeln: Sub III/I, Super III/I, Sub III/III, Super III/III
- Spielhilfen: elektronische Setzeranlage

## Botanischer Garten

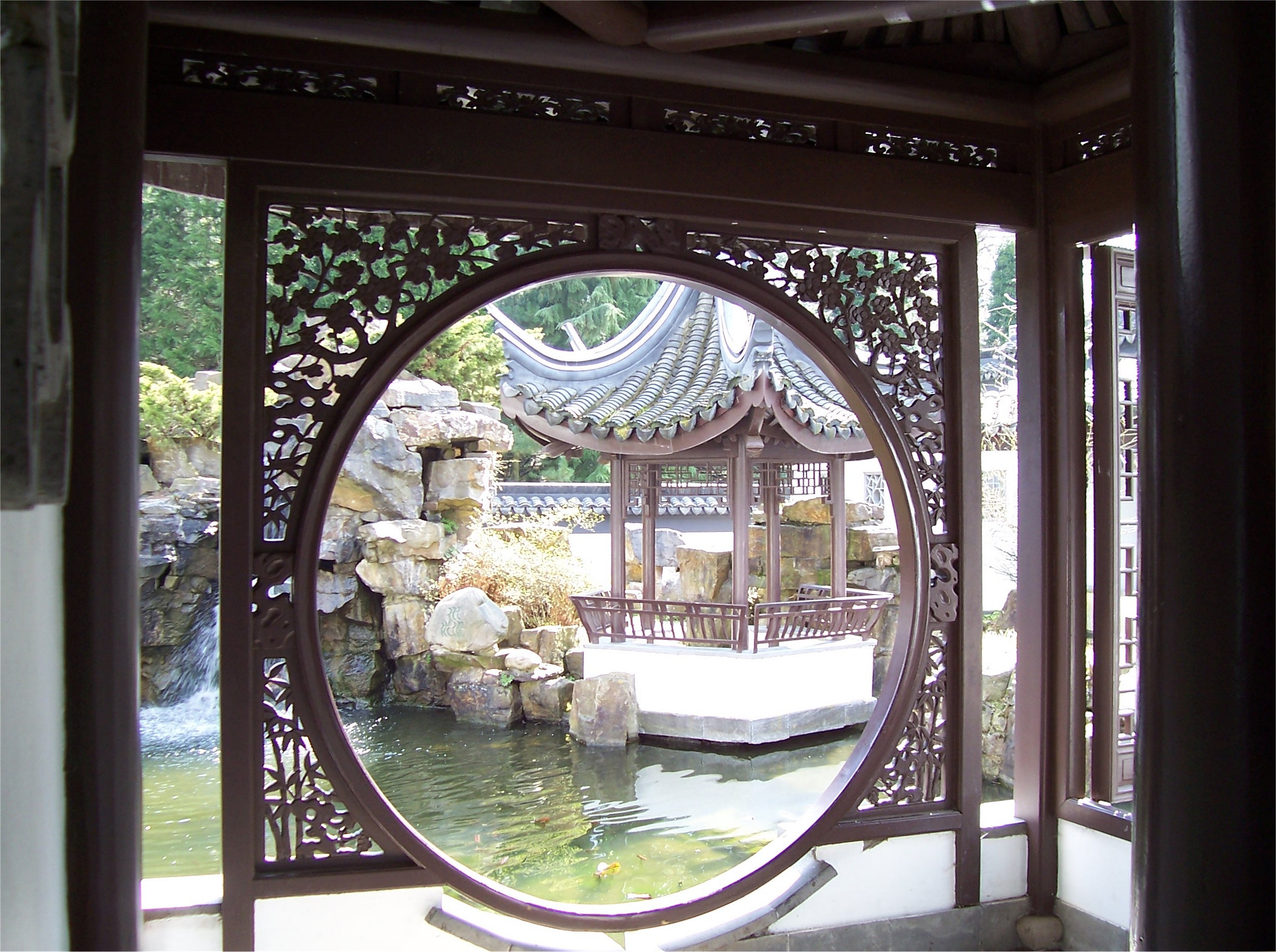
Chinesische Bau- und Gartenkunst im Botanischen Garten der RUB

Die Universität unterhält den Botanischen Garten der Ruhr-Universität Bochum, der als Ausflugsziel weit über die Grenzen der Region hinaus bekannt ist. Teil des Botanischen Gartens ist der etwa 1000 Quadratmeter große Chinesische Garten, der von der Tongji-Universität Shanghai gestiftet wurde und den Namen „Qian Yuan“ (chinesisch 潜园, Pinyin Qián Yuán – „Qians Garten“) trägt. Am 23. März 2015 wurde der Chinesische Garten durch Vandalismus stark beschädigt, ist jedoch nach Reparaturmaßnahmen inzwischen wieder geöffnet.

## Campus-Center
Mittig auf dem Universitätsgelände, seitlich zum Audimax, liegt das Campus-Center, wo Artikel des studentischen Bedarfs und darüber hinaus erworben werden können. Unter anderem gibt es einen Buchladen, Schreibwaren, Druckhaus, einen Musik- und Plattenladen, einen Kiosk samt Post und weitere Läden für den täglichen Bedarf. Das Campus-Center befindet sich seit mehr als 20 Jahren an diesem Standort und diente als Ausweichstandort für das Mensa-Foyer, welches im Zuge der Sanierung der Hauptmensa entfiel. Daher sind einige der Läden schon seit mehr als 30 Jahren an der Universität ansässig. Aufgrund von möglichen Umbauarbeiten und befristeten Verträgen seitens der Universitätsverwaltung ist offen, wie lange das Campus-Center an diesem Standort bleiben darf. Nicht verwechselt werden sollte das Campuscenter mit dem Uni-Center, das jenseits der Universitätsstraße und etwas außerhalb des Uni-Geländes liegt.

## Bedienung ÖPNV
Die Anbindung an den öffentlichen Personennahverkehr findet an mehreren Haltestellen statt, die aber alle unter dem Namen Ruhr-Universität laufen. Es gibt einen Busbahnhof am Uni-Center an der Nordseite der Universitätsstraße. Ein zweiter Busbahnhof liegt südlich der Universitätsstraße „unter der Brücke“ an der Universitätsverwaltung. In der Mitte der Universitätsstraße liegt der Bahnhof der Stadtbahn. Die drei Haltestellenanlagen sind fußläufig über die Dr.-Gerhard-Petschelt-Brücke miteinander verbunden.
Die Buslinien 320, 339, 356, 358, 370, 372, 374, 375, 378, SB 33, SB 67 beginnen/enden an der Ruhr-Universität.
| Linie | Verlauf / Anmerkungen | Takt (Mo–Fr)              |
| ----- | --- | ------------------------- |
|       | U Herne, Schloß Strünkede1 – U Herne Bf – U Herne Mitte – U Archäologie-Museum/Kreuzkirche – U Hölkeskampring – U Herne, Berninghausstraße – U Bochum, Rensingstraße – U Riemke Markt2 – U Zeche Constantin – U Feldsieper Straße – U Deutsches Bergbau-Museum – U Bochum Rathaus (Nord) – U Bochum Hbf – U Oskar-Hoffmann-Straße – U Waldring – Wasserstraße – Brenscheder Straße – Markstraße – Gesundheitscampus – Ruhr-Universität – Lennershof BO – Bochum Hustadt (TQ)3 Die Linie U 35 heißt auch „CampusLinie“ | 10 min (1–2) 05 min (2–3) |

| Linie | Verlauf | Takt (Mo–Fr)                                         | Betreiber |
| ----- | --- | ---------------------------------------------------- | --------- |
| SB33  | Wattenscheid August-Bebel-Platz – Wattenscheid Bf – Ruhr-Universität (verkehrt nur während der Vorlesungszeit) | 60 min                                               | Bogestra  |
| SB67  | Wuppertal Hbf – Haßlinghausen Busbahnhof – Niedersprockhövel Kirche – Herbede Mitte – Freizeitbad Heveney – Heven Dorf – Ruhr-Universität                                                                                   | 60 min                                               | VER       |
| 320   | Witten-Rüdinghausen – Witten-Annen – Witten Rathaus / Husemannstr. – Witten Hbf – Heven Dorf – Freizeitbad Heveney – Bochum-Querenburg, Ruhr-Universität / Herbede Mitte – Hattingen Steinenhaus – Niedersprockhövel Kirche | 60 min                                               | Bogestra  |
| 339   | Ruhr-Universität – BO-Querenburg – Markstr. – Wiemelhausen – Lohring – Bochum Hbf – Bochum Rathaus – Planetarium – Grumme – Harpen – Ruhr-Park                                                                              | 30 min                                               | Bogestra  |
| 344   | BO-Wattenscheid Freiheitstr. – August-Bebel-Platz – Wattenscheid Bf – Höntrop Kirche – WAT-Höntrop – Eppendorf – BO-Weitmar – Querenburg, Ruhr-Universität – Querenburg, Hustadt – Hochschule Bochum                        | 30 min                                               | Bogestra  |
| 346   | BO-Wattenscheid Freiheitstr. – August-Bebel-Platz – Höntrop Kirche – WAT-Höntrop – Eppendorf In der Mark – Munscheid – BO-Weitmar – Querenburg, Ruhr-Universität – Querenburg, Hustadt – Hochschule Bochum                  | 30 min                                               | Bogestra  |
| 356   | Bochum Hbf – Oskar-Hoffmann-Str. – Wasserstr. – Steinkuhl Alte Markstr. – Querenburg, Ruhr-Universität | 30 min                                               | Bogestra  |
| 358   | BO-Querenburg, Ruhr-Universität – Gesundheitscampus – Markstr. – Steinkuhl – Altenbochum – Laer Mitte / Sutumer Str. – Hauptfriedhof – Kornharpen – Ruhr-Park/UCI                                                           | 30 min                                               | Bogestra  |
| 370   | Bochum Stiepeler Dorfkirche – Stiepel – Querenburg – Ruhr-Universität – Bochum-Langendreer West – Werne Mitte – Dortmund Lütgendortmund                                                                                     | 30 min                                               | Bogestra  |
| 372   | Bochum-Querenburg, Ruhr-Universität – Gesundheitscampus – Markstr. – Steinkuhl – O-Werk – Laer Mitte – Bochum-Langendreer West – Gewerbegebiet Mansfeld                                                                     | 60 min                                               | Bogestra  |
| 374   | Bochum-Querenburg, Ruhr-Universität – Witten-Heven – Herbede | 60 min                                               | Bogestra  |
| 375   | (Witten-Kämpen – Herbede) / Bochum-Querenburg, Ruhr-Universität – Witten-Heven – Witten Hbf – Witten Rathaus – Annen Markt – Witten-Annen – Holzkamp-Gesamtschule – Wartenberg / Große Borbach                              | 30/60 min                                            | Bogestra  |
| 378   | Querenburg, Ruhr-Universität – Langendreer Markt – Bochum-Langendreer – Dortmund-Lütgendortmund – Bövinghausen – Castrop-Rauxel-Merklinde – Castrop Münsterplatz                                                            | 15 min (Ruhr-Uni–Lütgend.) 30 min (Lütgend.–Castrop) | Bogestra  |
| AST16 | AnrufSammelTaxi: Bochum-Querenburg-Ruhr-Universität – Hochschule Bochum – Kalwes (verkehrt nur während der Vorlesungszeit)                                                                                                  | 30 min (zeitweise)                                   | Bogestra  |
| AST72 | AnrufSammelTaxi: Bochum-Querenburg, Ruhr-Universität – Markstr. – O-Werk – Laer Mitte | 15 min                                               | Bogestra  |
| NE7   | Bochum Hbf – Steinkuhl – Querenburg – Ruhr-Universität – Hustadt – Weitmar – Wiemelhausen – Bochum Hbf | 60 min                                               | Bogestra  |
| NE8   | Bochum Hbf – Wiemelhausen – Weitmar – Hustadt – Querenburg – Ruhr-Universität – Steinkuhl – Bochum Hbf | 60 min                                               | Bogestra  |
| NE17  | BO-Ruhr-Universität – Witten Herbede – Witten Hbf – Bommern – Witten Rathaus – Heven – BO-Ruhr-Universität | 60 min                                               | Bogestra  |

## Studierendenvertretung
- LiLi: 2
- GRAS: 4
- LAUT: 1
- Jusos: 2
- IL: 7
- ReWi: 2
- GEWI: 1
- NaWi: 14
- HA – 
RCDS & LHG: 2

Die Interessen der Studierenden werden durch den Allgemeinen Studierendenausschuss vertreten, der vom Studierendenparlament gewählt wird. Die Zusammensetzung des Parlaments mit 35 Sitzen wird in jährlichen Wahlen festgelegt, die Wahlbeteiligung betrug im Jahr 2018 8,45 %, im Jahr 2019 hingegen 9,8 %. Im Jahr 2021 nur noch bei 6,7 %. Im Jahr 2022 lag die Wahlbeteiligung bei 9,52 %. Im Jahr 2023 stieg sie leicht auf 9,68 %. Der AStA vergibt unter anderem Mittel an die Fachschaftsräte.
Am 8. Dezember 2007 schloss die Semesterparty (auftretende Bands Culcha Candela, Juli und 2raumwohnung) des von Jusos, RCDS und Liberalen geführten AStAs mit Kosten von über 200.000 Euro, denen etwa 20.000 Euro Einnahmen gegenüber gestanden hatten (ursprünglich waren 3700 Gäste geplant, wegen Brandschutzbestimmungen waren nur 2400 Personen zugelassen, letztlich wurden nur 1100 Karten verkauft). Das Amtsgericht Bochum verurteilte den AStA-Vorsitzenden Fabian Ferber zu Sozialstunden. Die vierte Kammer des Verwaltungsgerichts Gelsenkirchen verurteilte die Verantwortlichen am 11. Dezember 2013 zu 176.000 Euro Schadensersatz an die Studierendenschaft. Im Mai 2015 wurde die Berufung vom Oberverwaltungsgericht NRW zugelassen. Am 26. Januar 2016 reduzierte der 15. Senat des OVG den zu leistenden Schadensersatz der beiden Organisatoren Fabian Ferber und Uwe Bullerjahn wegen Mitverschuldens des Studierendenparlaments auf 88.122,56 Euro (Az. 15 A 333714).
Gegenüber der Betreibergesellschaft von mehreren Mitgliedskrankenhäusern der RUB-Uniklinik (St. Elisabeth Gruppe) wurden vonseiten der Fachschaft Medizin ab 2021 Diskriminierungsvorwürfe erhoben. Grund dafür war ein Kopftuchverbot für Mitarbeiter in deren Einrichtungen. Das Studierendenparlament und das Rektorat solidarisierten sich im März 2022 mit der Kritik der Fachschaft. Rektor Martin Paul erklärte, die Diskriminierung von Kopftuchträgerinnen sei mit den Werten der Ruhr-Universität nicht vereinbar. Weiter stände die Regelung mit der Vielfaltscharta in Widerspruch, welcher sich die Universität selbst verpflichtet habe.

### Allgemeiner Studierendenausschuss
Der Allgemeine Studierendenausschuss (AStA) Vertritt die politischen Interessen der Studierendenschaft und gilt als die Exekutive des Studierendenparlaments. Der AStA gliedert sich in verschiedene Referate wie den Vorsitz, die Finanzen und Referenten, aber auch gesonderte Referate, die sich mich individuellen Themen der Hochschulpolitik und des Studierendenlebens auseinandersetzen:

Der AStA vertritt auch autonome Refarate, die durch die Studierenden organisiert werden und sich um Gleichstellung und Awareness für bestimmte Gruppen der Studierendenschaft bemühen:
- Autonomes Referat für Menschen mit Behinderungen und sämtlichen Beeinträchtigungen
- Autonomes queer*feministisches Referat
- Autonomes Schwulenreferat
- Autonomes Ausländer Referat

Als repräsentatives Organ der Studierendenschaft werden auch diverse Angebote vom AStA verwaltet, welche den Studierenden zugutekommen sollen. Einige dieser Angebote beinhalten:
- AStA Tanz Kreis – Tanzkurse für Anfänger und Fortgeschrittene
- AStA Fahrrad Werkstatt – Selbshilfewerkstatt zur Reparatur von Fahrrädern
- KulturCafé – Café auf dem Campus und Veranstaltungsstätte für diverse Events
- Repair Café – Selbsthilfewerkstatt zur Reparatur von elektronischen Geräten unter Aufsicht von Ehrenamtlichen
- AStA Gaming Hub – Diverse Angebote rund um das Thema Videospiele
  - AStA RUB E-Sports – RUB-eigene E-Sports-Teams für diverse kompetitive Videospiele[79]

### Studierendenschaft
Die rund 40.000 Studierenden der RUB werden von der Fachschaftsvertreter:Innenkonferenz (FSVK) vertreten. Die FSVK repräsentiert stand 2024 48 Fachschaften verschiedener Größen und trifft sich regelmäßig um Anliegen der Studierenden zu sammeln, zu besprechen und eventuell weiter zu tragen. Die Mittel, die vom AStA an die Fachschaften vergeben werden, entstammen Stellenweise aus Anträgen, welche die Fachschaftsräte an die FSVK tragen.
| Fachschaftsrat                                      | Fakultät                                 | Fachschaftsrat                                | Fakultät                                 |
| Geistes- und Gesellschaftswissenschaften            | Geistes- und Gesellschaftswissenschaften | Geistes- und Gesellschaftswissenschaften      | Geistes- und Gesellschaftswissenschaften |
| --------------------------------------------------- | ---------------------------------------- | --------------------------------------------- | ---------------------------------------- |
| FSR Evangelische Theologie                          | I                                        | FSR Romanistik                                | V                                        |
| FSR Religionswissenschaft                           | I                                        | FSR Slavistik und Russische Kultur (SlavBo)   | V                                        |
| FSR Katholische Theologie                           | II                                       | FSR Theaterwissenschaft (TW)                  | V                                        |
| FSR Philosophie                                     | III                                      | FSR Linguistik                                | V                                        |
| FSR Erziehungswissenschaften                        | III                                      | FSR Anglistik/Amerikanistik                   | V                                        |
| FSR Geschichte                                      | IV                                       | FSR Jura                                      | VI                                       |
| FSR MaRS (Mittelalter- und Renaissancestudien)      | IV                                       | FSI Wirtschaftswissenschaft (WiWi)            | VII                                      |
| FSR Archäologische Wissenschaft                     | IV                                       | FSR Sozialwissenschaft                        | VIII                                     |
| FSR Kunstgeschichte                                 | IV                                       | FSR Gender Studies (fsrgs)                    | VIII                                     |
| FSR Klassische Philologie                           | V                                        | FSR ECUE (European Culture and Economy)       | VIII                                     |
| FSR Komparatistik                                   | V                                        | FSR Ostasienwissenschaften (OAW)              | XI                                       |
| FSR Medienwissenschaft                              | V                                        | FSR Sportwissenschaft                         | X                                        |
| FSR Arabistik und Islamwissenschaften               | V                                        | FSR Psychologie                               | XII                                      |
| Ingenieurwissenschaften                             | Ingenieurwissenschaften                  | Naturwissenschaften                           | Naturwissenschaften                      |
| FSR Bauingenieurswesen (BauIng)                     | XII                                      | FSR Mathematik                                | XV                                       |
| FSR UI (Umweltingenieurswesen)                      | XII                                      | FSR Physik und Astronomie                     | XVI                                      |
| FSR Computational Engineering (CompEng)             | XII                                      | FSR Geographie                                | XVII                                     |
| FSR Maschinenbau (MaschBau bzw. MB)                 | XIII                                     | FSR Geologie, Mineralogie und Geophysik (GMG) | XVII                                     |
| FSR Sales Engineering and Product Management (SEPM) | XIII                                     | FSR Chemie Biochemie                          | XVIII                                    |
| FSR Elektrotechnik und Informationstechnik          | XIV                                      | FSR Bio (Biologie und Biotechnologie)         | XIX                                      |
| FSR Lasers and Photonics                            | XIV                                      | Medizin                                       | Medizin                                  |
| FSR Informatik                                      | XXI                                      | FSR Medizin                                   | XX                                       |
| FSR Angewandte Informatik (AI)                      | XXI                                      | Fakultätenübergreifende Fachschaftsräte       | Fakultätenübergreifende Fachschaftsräte  |
| FSR IT-Sicherheit (ITS)                             | XXI                                      | FS Lehramt                                    | FS Lehramt                               |
| FSR IT-Sicherheit (ITS)                             | XXI                                      | FSR Ethics – Economics, Law and Politics      |                                          |
| Weitere Fachschaftsräte                             |                                          |                                               |                                          |
| FSR Arbeitswissenschaft (IAW)                       | FSR Arbeitswissenschaft (IAW)            | Institut für Arbeitswissenschaft              | Institut für Arbeitswissenschaft         |

## Studiengebühren
Am 18. September 2006 verabschiedete der Senat eine Satzung, in der die Erhebung von Studiengebühren geregelt war. Gemäß dieser Gebührensatzung hatten die Studierenden der Ruhr-Universität ab dem Sommersemester 2007 Studiengebühren in Höhe von 500 Euro pro Semester zu zahlen. Diese wurden für das Wintersemester 2008/09 und das Sommersemester 2009 gesenkt und betrugen 480 Euro pro Semester. Die Gebührenordnung sah einige Ausnahmen z. B. für studierende Eltern, Spitzensportler oder einkommensschwache Studierende vor. Zum Wintersemester 2011/12 fielen die Studiengebühren in NRW weg, sodass seitdem nur noch der Sozialbeitrag zu zahlen ist. Der Sozialbeitrag betrug zum Sommersemester 2021 insgesamt 336,50 Euro, zum Sommersemester 2024 insgesamt 325,00 Euro. Der Betrag wird für jedes Semester neu festgelegt und setzt sich zusammen aus Anteilen für das Akademische Förderungswerk (AKAFÖ), den AStA und das Semesterticket.

## Studierendenwerk
Das Studierendenwerk der Ruhr-Universität Bochum ist das Akademische Förderungswerk (AKAFÖ). In über 20 Wohnheimen bietet das AKAFÖ Wohnraum für mehr als 4.200 Studierende in vier Städten. An der RUB bewirtet das Studierendenwerk diverse gastronomische Lokale und vier Foodtrucks,die in verschiedenen Einrichtungen der RUB, sowie der Hochschule Bochum und der Hochschule für Gesundheit, touren. Zu den festen Einrichtungen auf dem Campus zählen:
- Mensa der RUB
- Rote Bete – Veganes Restaurant über der Mensa
- A_KAFFEE – Kaffeebar über der Mensa
- Pink in the Box – Cafeteria mit asiatischen Speisen
- Q-West – Restaurant auf dem westlichen Campus
- B im Beckmanns Hof – Restaurant auf dem Gelände des Botanischen Gartens
- Edwards – Café in der Universitätsbibliothek
- Sechs Cafeterien in verschiedenen Gebäuden auf dem Campus

Das AKAFÖ veranstaltet regelmäßig die SemesterAnfangsParty (auch als DIE Mensa Party bekannt) in der Mensa der RUB. Die Mensa Party empfängt etwa 2.000 Gäste im Semester.

## Tierversuche
Die Tierversuche sind in der Verfassten Studierendenschaft und verschiedenen Hochschulgruppen umstritten. 1998 kam es zu einer gemeinsamen Aktion beider Seiten auf der Petschelt-Brücke.
Im Jahr 2020 wurden laut Angaben der Universität 25.235 Wirbeltiere, vorwiegend Mäuse und Ratten, für Forschung und Lehre beschafft:
- Mäuse: 20.979
- Ratten: 3.816
- Vögel: 43
- Krallenfrösche: 57
- Zebrafische: 340

Die Experimente mit Makaken-Affen am Lehrstuhl für Neurobiologie wurden von der Bezirksregierung Arnsberg bis zum 31. August 2012 genehmigt und in dem Jahr eingestellt. Tierversuchsgegner hatten kritisiert, dass der Verbleib der Tiere danach unklar sei.
Der Tierschutzbeauftragte der Universität, Matthias Schmidt, weist darauf hin, dass Studenten auch im Beruf damit rechnen müssten, Tierversuche durchzuführen. Ziel und Zweck des Versuchs müssten vernünftig gerechtfertigt sein. Im Jahr 2016 ist die Universität der „Initiative Transparente Tierversuche“ beigetreten.

## Persönlichkeiten

### Rektoren
- 1963–1965 Hans Wenke (Gründungsrektor)
- 1965–1967 Heinrich Greeven
- 1967–1969 Kurt Biedenkopf
- 1969–1972 Hans Faillard
- 1972–1973 Siegfried Grosse
- 1973–1975 Günter Ewald
- 1975–1979 Peter Meyer-Dohm
- 1979–1989 Knut Ipsen
- 1989–1993 Wolfgang Maßberg
- 1994–1998 Manfred Bormann
- 1998–2002 Dietmar Petzina
- 2002–2006 Gerhard Wagner[98]
- 2006–2015 Elmar Weiler[99]
- 2015–2021 Axel Schölmerich[100]
- 2021–0000 Martin Alfons Paul[101]

### Kanzler
- 1963–1981 Wolfgang Seel
- 1981–1999 Bernhard Wiebel[102]
- 1999–2014 Gerhard Möller
- 2014–2015 Karl-Heinz Schlosser[103]
- 2015–0000 Christina Reinhardt[104]

### Hochschullehrer
Siehe: Kategorie:Hochschullehrer (Ruhr-Universität Bochum)

### Studenten und Absolventen
- Martin-Sebastian Abel (* 1985), MdL NRW (Bündnis 90/Die Grünen)
- Poppy J. Anderson (* 1983), Autorin
- Lars Banhold (* 1982), Autor, Übersetzer, Literaturwissenschaftler und Comicforscher
- Frank Baranowski (* 1962), Oberbürgermeister von Gelsenkirchen (SPD)
- Bernd Baumann (* 1958), Ökonom und Abgeordneter des Bundestags (AfD)
- Joe Bausch (* 1953), Schauspieler
- Hennes Bender (* 1968), Comedian aus Bochum
- Werner Boschmann (* 1950), Verleger und Autor aus Bottrop
- Rainer Bovermann (* 1957), Politikwissenschaftler und Abgeordneter (SPD)
- Manfred Breuckmann (* 1951), Radiomoderator und Sportreporter
- Peter Bruns (* 1961), römisch-katholischer Geistlicher und Kirchenhistoriker an der Otto-Friedrich-Universität Bamberg
- Hans-Paul Bürkner (* 1952), ehemaliger CEO der Boston Consulting Group
- Christoph Butterwegge (* 1951), Politikwissenschaftler und Armutsforscher
- Albert Dölken O.Praem. (* 1960), Abt des Prämonstratenserklosters Hamborn
- Ernst-Erich Doberkat (* 1948), Mathematiker, Informatiker und Hochschullehrer
- Thomas Eiskirch (* 1970), Oberbürgermeister von Bochum (SPD)
- Ingo Elbe (* 1972), Philosoph und Privatdozent
- Klaus Engel (* 1956), Chemiker und Manager
- Volker Epping (* 1959), Rechtswissenschaftler und Präsident der Universität Hannover
- Sina Farzin (* 1976), Soziologin
- Thomas Faust (* 1963), Publizist und Sozialökonom
- Uwe Fellensiek (* 1955), Schauspieler und Musiker
- Jan Fitschen (* 1977), Langstreckenläufer
- Martin Flashar (* 1959), Archäologe
- Andreas Floer (1956–1991), Mathematiker
- Dietrich Garstka (1939–2018), Kunstdozent und Schriftsteller
- Kai Gehring (* 1977), MdB (Bündnis 90/Die Grünen)
- Jens Geier (* 1961), Mitglied des Europäischen Parlaments (SPD)
- Frank Goosen (* 1966), Schriftsteller und Kabarettist
- Herbert Grönemeyer (* 1956), Sänger und Schauspieler
- Frank Günther (1947–2020), Übersetzer
- Ulrich Haltern (* 1967), Rechtswissenschaftler und Professor an der Universität Freiburg
- Thomas Hecken (* 1964), Literatur- und Kulturwissenschaftler
- Swen O. Heiland (* 1977), Musiker
- Brigitta Helbig-Mischewski (* 1963), Hochschullehrerin und Schriftstellerin
- Friedhelm Hengsbach (* 1937), Jesuit und Sozialethiker
- Michael Henke (* 1957), Fußballspieler und -trainer
- Christian Hirdes (* 1974), Kabarettist
- Karl-Joachim Hölkeskamp (* 1953), Althistoriker
- Ludwig Jörder (* 1946), Wirtschaftsjurist[105]
- Rainer Kampmann (* 1964), Medienmanager, Verwaltungs- und Betriebsdirektor Deutschlandradio
- Hartmut Kasper (* 1959), Schriftsteller
- Ludger Kazmierczak (* 1969), Journalist
- Margot Käßmann (* 1958), Bischöfin
- Urs Käufer (* 1984), Ruderer
- Gerhard Klimeck (* 1966), Wissenschaftler, Hochschullehrer und Sachbuchautor
- Annike Krahn (* 1985), Fußballspielerin
- Martin Krebs (* 1956), Erzbischof und Apostolischer Nuntius
- Peter Kruck (* 1965), Medienwissenschaftler, Marktforscher und Autor
- Marian Kuprat (* 1990), Musiker
- Thomas Kutschaty (* 1968), Politiker (SPD)
- Norbert Lammert (* 1948), Politiker (CDU), Präsident des Deutschen Bundestages
- Rainer Limpinsel alias Mambo Kurt (* 1967), Arzt, Musiker und Alleinunterhalter
- Erdmann Linde (* 1943), Politiker (SPD)
- Sylvia Löhrmann (* 1957), ehemalige Ministerin für Schule und stellvertretende Ministerpräsidentin in NRW (Bündnis 90/Die Grünen)
- Max Lucks (* 1997), Politiker und ehemaliger Sprecher der Grünen Jugend, MdB
- Jochen Malmsheimer (* 1961), Kabarettist, Musiker und Schriftsteller
- Mischa Meier (* 1971), Althistoriker
- Gerhard Meisenberg (* 1953), Biochemiker und ehemaliger Professor an der Ross University School of Medicine auf Dominica
- Kai Meyer (* 1969), Schriftsteller
- Holger Osieck (* 1948), Fußballtrainer
- Martin Papirowski (* 1960), Autor, Regisseur und Fernsehproduzent
- Heinrich Peuckmann (1949–2023), Schriftsteller und Gymnasiallehrer
- Ralf Piorr (* 1966), Historiker und Publizist
- Holm Putzke (* 1973), Rechtswissenschaftler sowie Universitätsprofessor an der Universität Passau und Inhaber einer außerplanmäßigen Professur an der EBS Universität für Wirtschaft und Recht Wiesbaden
- Reinhard Rauball (* 1946), ehemaliger Justizminister in NRW (SPD), Präsident von Borussia Dortmund und im Ligaverband
- Günter Rückert (* 1952), Maler, Karikaturist, Graphiker, Autor und Regisseur
- Lukas Schauder (* 1997), Hessischer Landespolitiker, MdL
- Ludger Schepers (* 1953), Weihbischof im Bistum Essen
- Georg Schramm (* 1949), Kabarettist
- Svenja Schulze (* 1968), Bundesministerin für Umwelt, Naturschutz und nukleare Sicherheit (SPD)
- Stefan Schwartze (* 1966), Jurist und Vizepräsident des Karlsruher Instituts für Technologie (KIT)
- Christian Solmecke (* 1973), Rechtsanwalt, Autor und Webvideoproduzent
- Tim Hendrik Walter (* 1984), Rechtsanwalt, Autor und Webvideoproduzent
- Stefan Sommer (* 1963), ehemaliger CEO der ZF Friedrichshafen
- Dirk Sondermann (* 1960), Diplom-Theologe und Autor von Sagenbüchern
- Wolfgang Spickermann (* 1959), Althistoriker
- Ulf Stahl (1944–2019), Mikrobiologe und Genetiker
- Sadegh Tabatabai (1943–2015), iranischer Politiker und Drogenschmuggler
- Mario Theissen (* 1952), Motorsportdirektor von BMW
- Gabriele Tiedemann (1951–1995), Polit-Aktivistin
- Andrew Ullmann (* 1963), Politiker (FDP) und Universitätsprofessor an der Universitätsklinik Würzburg
- Oliver Uschmann (* 1977), Schriftsteller
- Hans-Peter Villis (* 1958), Ökonom und Manager
- Ludger Volmer (* 1952), Politiker (Grüne), Staatsminister im AA
- Karl-Wilhelm Weeber (* 1950), Klassischer Philologe und Althistoriker
- Johannes Weinrich (* 1947), Terrorist, Mitglied der Revolutionären Zellen
- Wolfgang Wendland (* 1962), Musiker (Die Kassierer) und ehemaliger Kanzlerkandidat (APPD)
- Wolfgang Welt (1952–2016), Schriftsteller
- Bodo Wiegand-Hoffmeister (* 1966), Jurist und Hochschulrektor
- Bernd Wilmert (* 1952), Ökonom und Manager
- Rainer Winkel (1943–2021), Schulpädagoge und Professor an der Universität der Künste Berlin
- Rainer Winz (* 1950), Elektroingenieur
- Oliver Wittke (* 1966), ehemaliger Minister für Bauen und Verkehr in NRW (CDU)
- Dieter Wrobel (* 1968), Germanist, Fachdidaktiker und Hochschullehrer

## Trivia
- Die offiziellen Hausfarben der Ruhr-Universität sind RUB-Blau (_ #17365c) und RUB-Grün (_ #8dae10).[106]
- Mit dem Wasserrelief (1971) des Künstlers Erich Reusch auf dem zentralen Forum verfügt die Ruhr-Uni über einen Brunnen auf dem Campus. Die Bespielung der Anlage mit Wasser musste aus technischen Gründen (Undichtigkeiten) jedoch nach kurzer Zeit eingestellt werden. Heute ist das Wasserrelief ein beliebter Treffpunkt auf dem Campus und wird auch als Sitzgelegenheit genutzt.[107][108]
- Die deutsche Krimikomödie Einstein spielt in Bochum. Der Hauptcharakter Felix Winterberg (Tom Beck), ein unehelicher Ururenkel Albert Einsteins, welcher die Bochumer Polizei bei der Aufklärung von Mordfällen unterstützt, ist in der Serie RUB-Professor.
- Bis heute hält sich die urbane Legende, die Bochumer Uni habe die höchste Suizidrate unter den deutschen Universitäten. Tatsächlich wurde seitens der Studierendenschaft in den 1970er Jahren eine Untersuchung über Selbsttötungen angestellt. Ein Vergleich mit anderen Universitäten ist allerdings nicht möglich, da die Erhebung von Suizidfällen an deutschen Hochschulen ansonsten nicht üblich ist.[109]
- Für Studierende mit Bedarf nach psychotherapeutischer Behandlung bietet die Fakultät für Psychologie im Zentrum für Psychotherapie, Behandlungsangebote als Hochschulambulanz an.[110] Im Peer Quartier (ehem. OASE) finden im Uni-Center zahlreiche, von Betroffenen organisierte, Selbsthilfegruppen statt.[111]